# 青山学院大学
青山学院大学（あおやまがくいんだいがく、英: Aoyama Gakuin University）は、東京都渋谷区渋谷四丁目4番25号に本部を置く日本の私立大学。1874年創立、1949年大学設置。大学の略称は青学（あおがく)、青学大（あおがくだい）、AGU。

## 概説

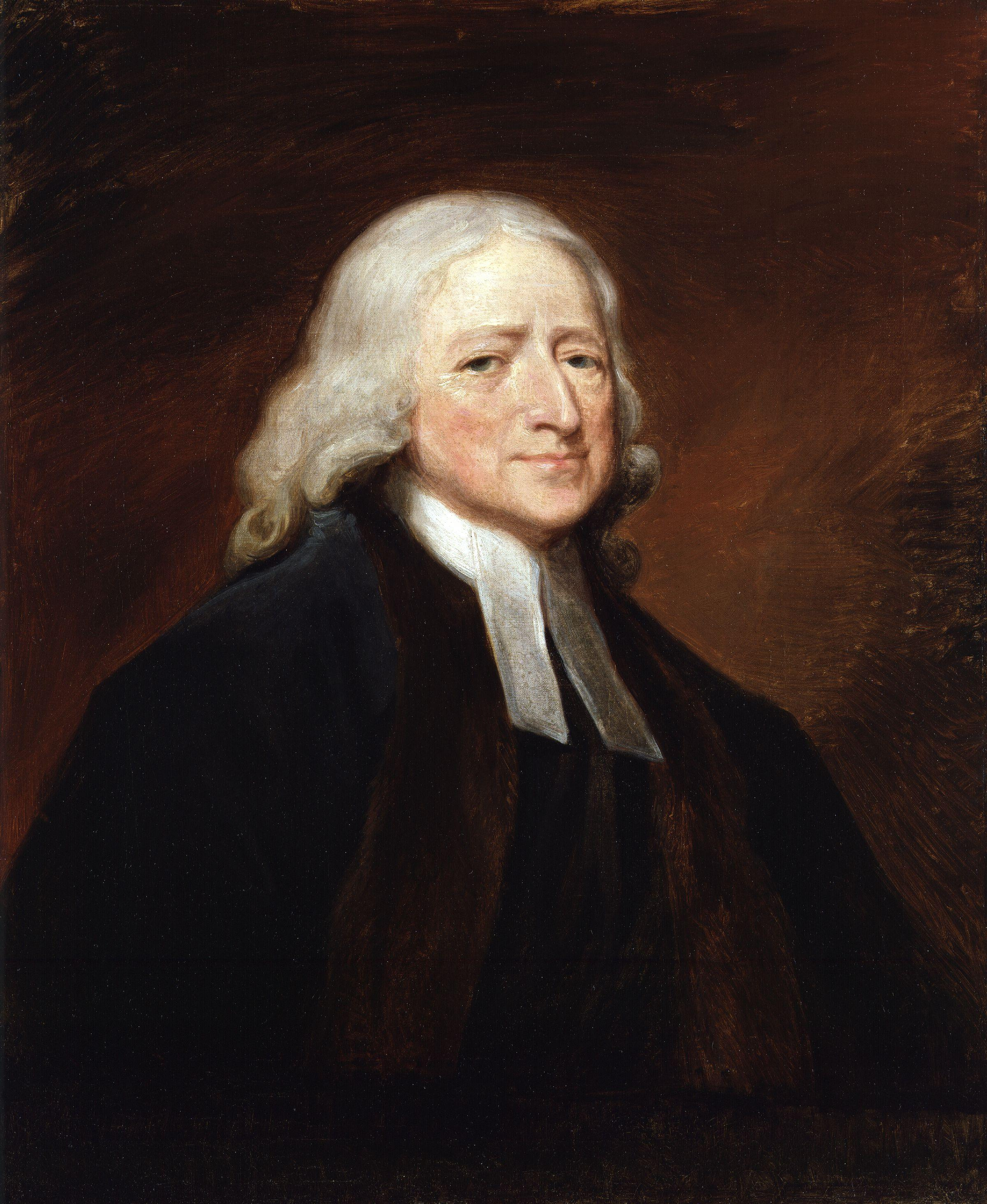
メソジストの指導者ジョン・ウェスレー（相模原キャンパス内のウェスレー・チャペルはウェスレー兄弟に因んでいる）

### 大学全体
1874年（明治7年）に佐倉藩の農学者、津田仙の斡旋により米国のメソジスト監督派教会女性海外伝道協会からドーラ・E・スクーンメーカーが麻布に設立した女子小学校、1878年（明治11年）に津田仙の命名、斡旋により米国のメソジスト監督教会からジュリアス・ソーパーが築地に設立した耕教学舎、1879年（明治12年）にメソジスト監督教会日本宣教総理のロバート・S・マクレイが横浜山手町に設立した美會神学校の3つを源流とするキリスト教系の大学である。R・S・マクレイの甥にはアメリカ西海岸最古の名門私立大学である南カリフォルニア大学創立者のロバート・M・ウィドニー、南カリフォルニア大学二代目学長のジョセフ・ウィドニーがいる。
1881年（明治14年）、津田仙、和田正幾、菊池卓平、元良勇次郎、生島閑、栗村左衛八等の尽力により耕教学舎と美會神学校が合併して東京英学校となり、1883年（明治16年）、ジョン・F・ガウチャーの寄付により赤坂区青山南町七丁目の開拓使試験場跡に移転し、東京英和学校と改称。1894年（明治27年）に本多庸一院長により青山学院と改称し、神学部と普通部が設置される。1904年（明治37年）に神学部、高等科、青山女学院英文専門科が旧制専門学校として認可を受ける。
大正期の高木壬太郎院長は大学令による旧制大学への昇格を目指したが、高木の急逝と関東大震災のため昇格計画は頓挫した。
1943年（昭和18年）に神学部を閉鎖し、さらに翌年専門部（文学部、高等商業学部）をも閉鎖し、青山学院工業専門学校を開設。
終戦後の1946年（昭和21年）に青山学院専門学校が発足し、翌年横須賀分校を開設（1950年横須賀学院に継承）。
1949年（昭和24年）に新制大学として青山学院大学が開校し、文学部、商学部、工学部を設置。工学部は経営難のため翌年関東学院大学に譲渡されたが、1965年（昭和40年）に理工学部として復活。1959年（昭和34年）に法学部、1966年（昭和41年）に経営学部、1982年（昭和57年）に国際政治経済学部を設置した。
2023年（令和5年）時点で、11学部・12研究科（大学院）を設置する総合大学である。
学院院長、理事長、および大学長を除く設置学校の長は、キリスト教徒であることが義務付けられている（かつては大学長も）。そのため現在でもキリスト教を教育の基本に置き、「キリスト教概論」の講義は、建学理念のバックボーンを理解するために必修科目として位置づけられている。「地の塩、世の光」（マタイによる福音書 5章13〜16節）をスクール・モットーと定めている。

### 校名の由来
現在の住所は渋谷区だが、青山学院の前身の東京英学校が築地から1883年に移転し東京英和学校となった当時は、周辺が「青山」と呼ばれる土地で、住所も東京府赤坂区青山南町七丁目であった（なお初等部の一部は元小松宮家の土地）。青山南町七丁目は1889年の市制町村制施行に伴い南豊島郡渋谷村（1909年町制施行、1932年東京市に編入され渋谷区となる）に編入、1928年に町名は緑岡町と変更され、1966年の住居表示実施に伴い現在の地名渋谷となった。
「英和」の名称は1880年代の欧化主義時代には魅力的な響きがあったが、国粋主義が台頭する中で反発もあり、より複雑な教育内容にも合致しなくなったため、本学の地である青山の地名をとって「青山学院」と称することになった（命名者は本多庸一といわれている）。なお、学院を名乗った明確な理由は不明だが、後年編纂された『青山学院一五〇年史』は「中国語の『学院』が単科大学を意味するように、高度な専門教育を行う『大学』に近い意味を込めた」と推測している。

### 青山学院の創立者たち
- 女子小学校（海岸女学校）を創立したドーラ・E・スクーンメーカーの石碑
- 耕教学舎を創立したジュリアス・ソーパーの石碑
- 美會神学校を創立したロバート・S・マクレイ（初代学院長）の石碑

1870年代に創設された3つの学校は、移転・校名変更・合同など様々な変遷を遂げながら 1927年に男女の教育機関としての「青山学院」を形成した。源流の3校を開校した3名の宣教師が、青山学院の直接的な創立者である。
なお、3人は帰国後それぞれにカリフォルニア州ロサンゼルス市で布教活動を続けた後、晩年を迎え、同市の墓地に眠っている。現在、それぞれの墓所は、青山学院校友会ロサンゼルス支部が墓守の役割を担い、毎年11月の創立記念日に近い土曜日に同支部の有志が墓参している。学院長、校友会長、理事長、大学学長らが日本から来て墓参に加わることもある。

### 教育および研究

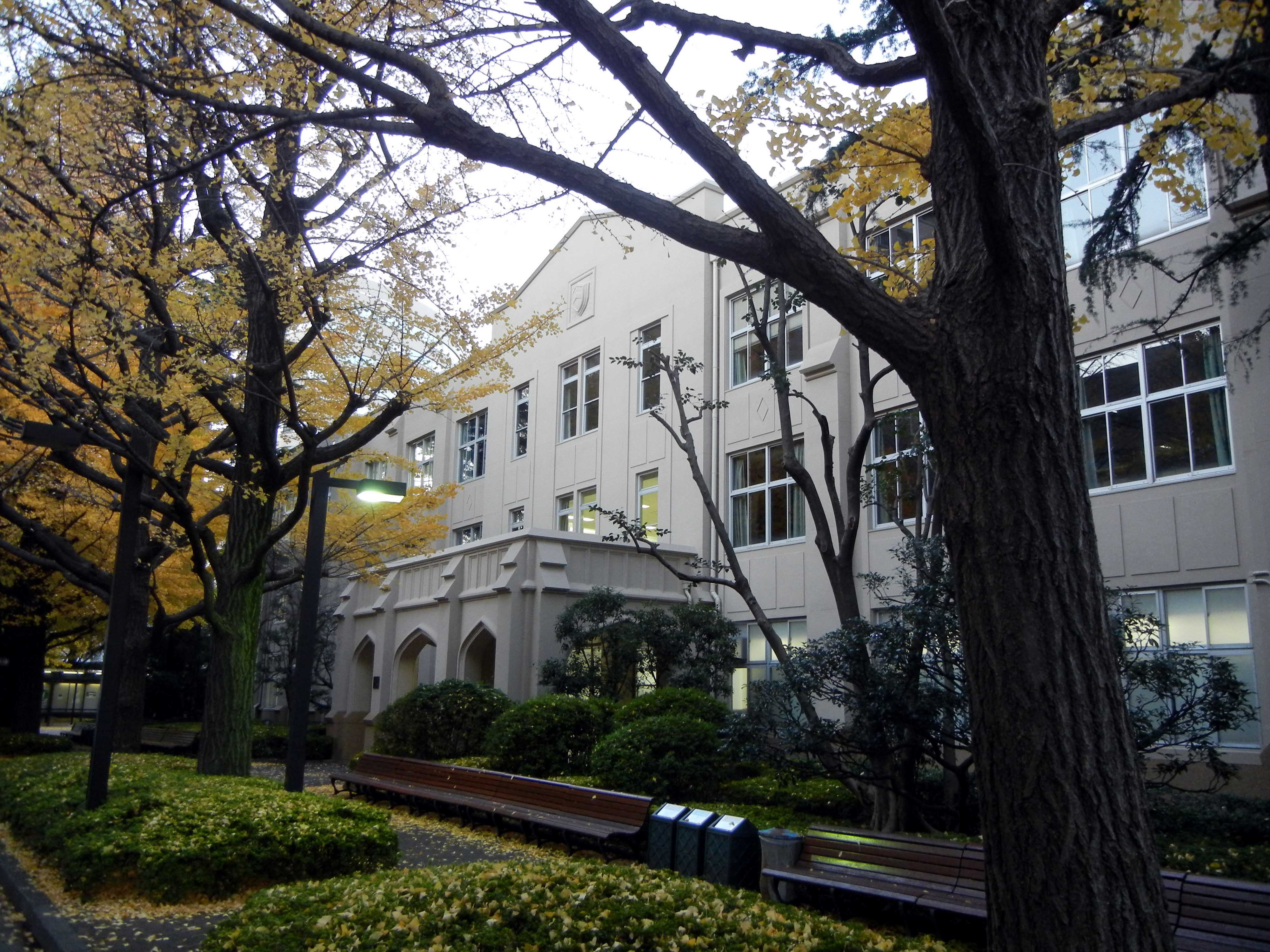
1号館（旧高等学部校舎）

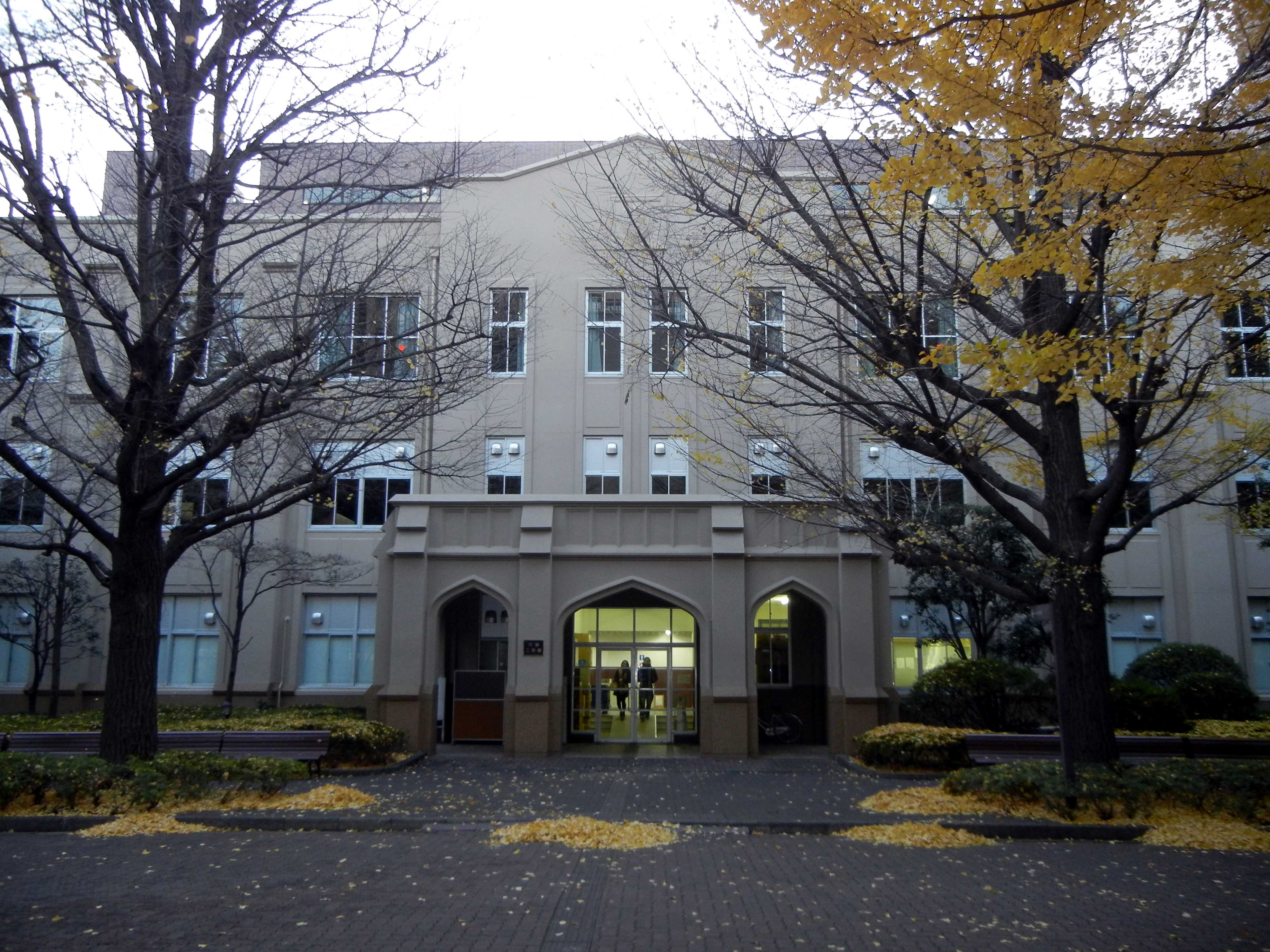
2号館（旧中学部校舎）

青山学院大学は、米国メソジスト監督教会から派遣された宣教師たちが設立した3つの学校を母体とするキリスト教主義学校（ミッションスクール）であり、アメリカの宣教師が建てた学校が前身であるが故に欧米型カレッジのリベラル・アーツ教育の流れを汲んでいる。それ故、第二次世界大戦前からの伝統として、教養教育（リベラル・アーツ）を重視した方針をとっており、独自に「青山スタンダード」という全学部必修の教養科目の制度をとっている。学生への教養教育カリキュラムを実施する以外に、一般人を対象として各キャンパスで年に4 - 5種の公開講座を実施している。これらの公開講座は週に一度、5週間にわたって行われている。内容、講師の手配は講座を受け持つ教員（持ち回り制）に一任されており、人文科学、社会科学、自然科学のそれぞれの分野において毎年異なったものが開かれている。
キリスト教主義学校である青山学院大学は、源流となる学校が出来た当初から聖書の授業を全学部学科において必修としており、専門学校の認可を受けた後も神学部を備えていた。神学部はその後、日本東部神学校と日本女子神学校に合流して学院から分離されたが、その精神は大学設立後も受け継がれ、設立当初には文学部基督教学科があった。その後1961年に文学部神学科へと改組されたが、学園紛争の混乱の中、理事会の決定により1977年に廃止された。神学科は日本基督教団の牧師を養成する認可神学校だった。
英語教育に熱心であり、「英語の青山」と称されることもある。

## 沿革
（沿革節の主要な出典は公式サイト）

### 略歴
- 海岸女学校（1881年）
- 東京英和学校構内（1885年頃）
- ガウチャーホール（1887年建設）、現存せず

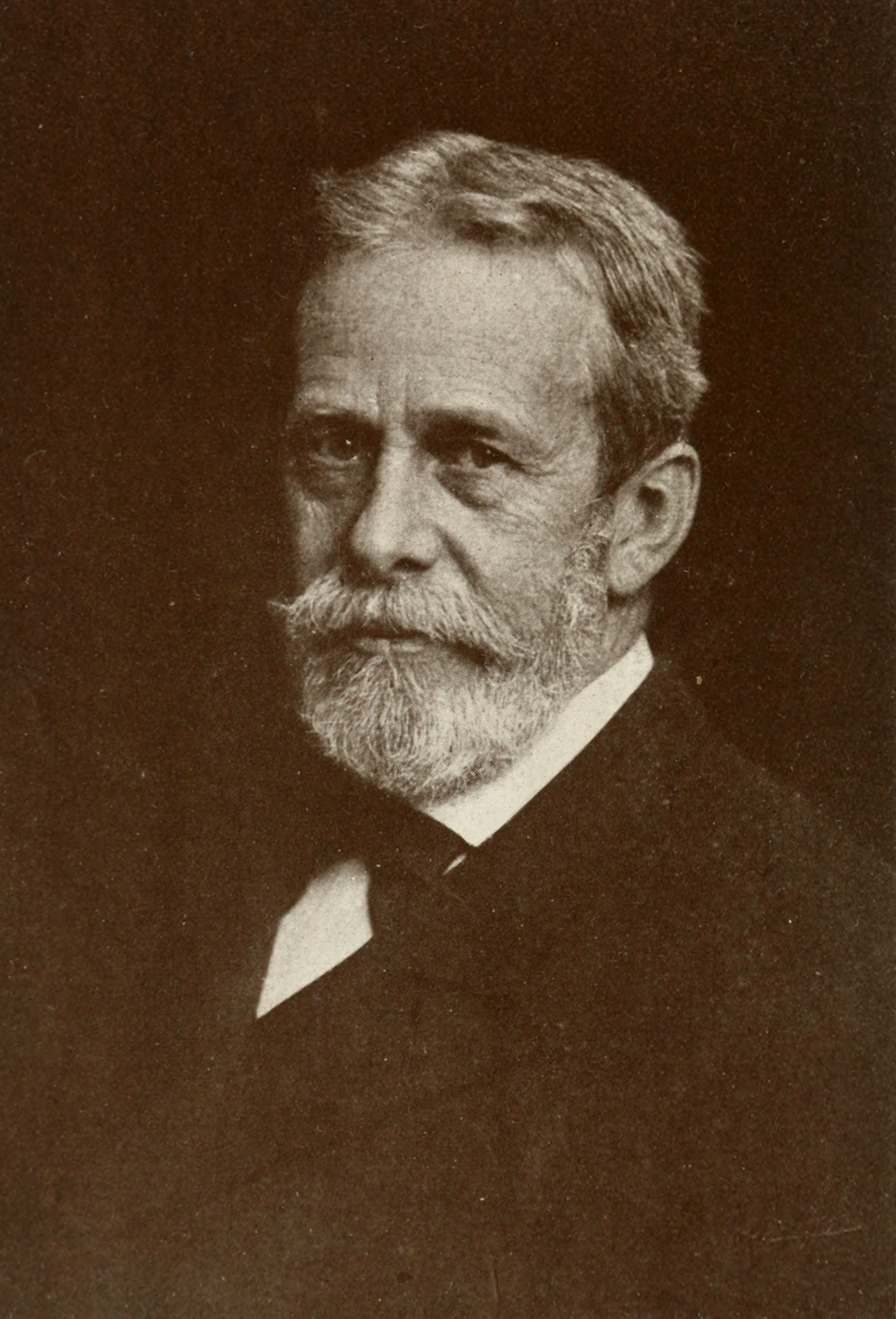
青山キャンパス購入を手掛けたジョン・F・ガウチャー

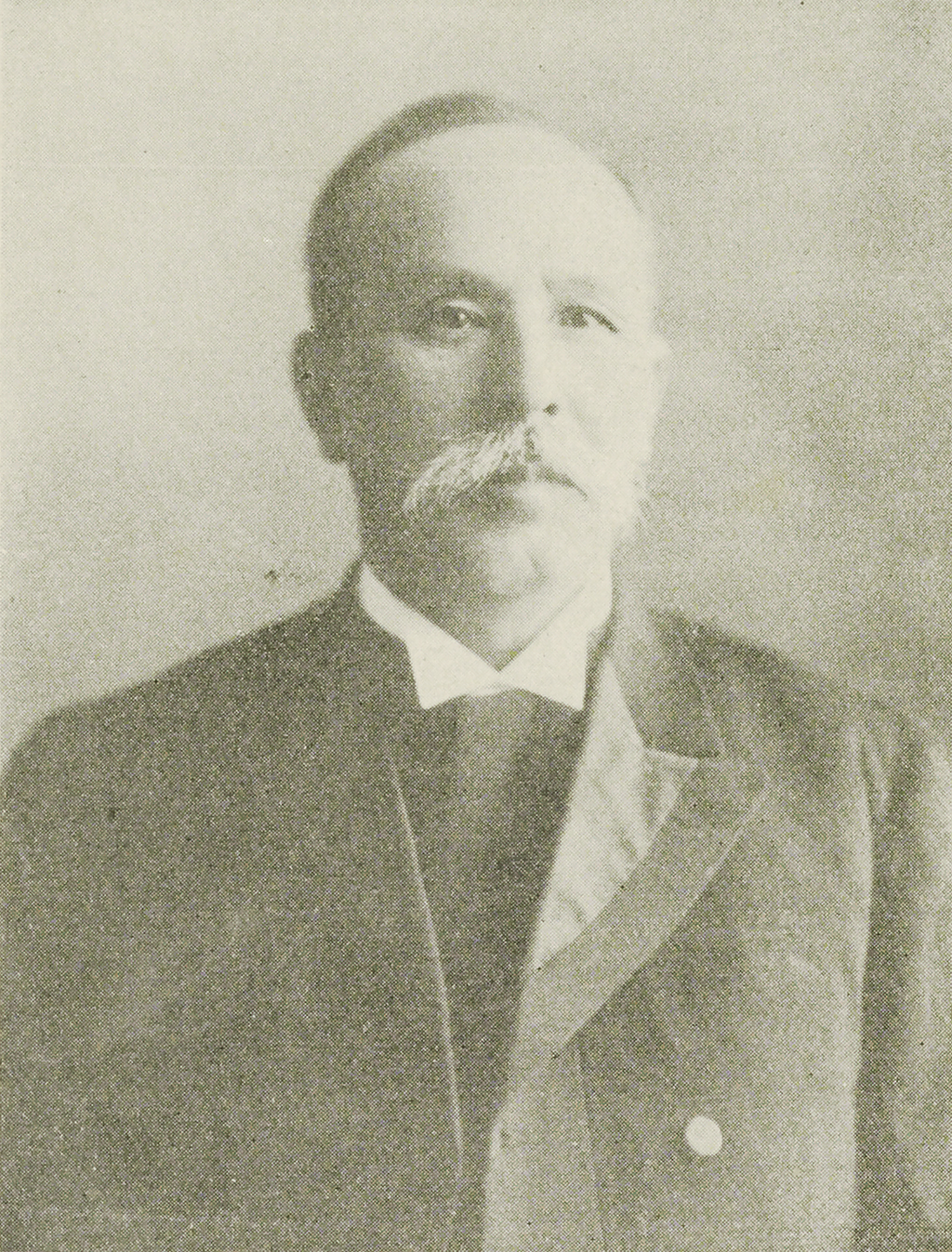
第2代院長本多庸一

学校法人青山学院は、1873年（明治6年）にD.E.スクーンメーカーによって麻布本村町に設立された「女子小学校」と1878年（明治11年）にジュリアス・ソーパーによって築地に設立された男子校の「耕教学舎」、1879年（明治12年）にロバート・S・マクレイによって横浜山手に設立された男子校「美會神学校」を母体としており、2014年に創立140周年を迎えた。それぞれの学校は全て米国メソジスト監督教会から派遣された宣教師によって設立されており、現在でも青山学院はキリスト教プロテスタント・メソジストのミッションスクールである。
現在の青山の地に校舎を構えたのは、東京英学校（耕教学舎の後身）と、美曾神学校が合同することとなった1882年（明治15年）の翌年のことである。合同に際して「東京英和学校」と改称し、予備学部、高等普通学部、神学部が設置され、敷地内に欧風建築が立ち並んだ。また青山キャンパスの購入にあたって莫大な私財を投じたジョン・F・ガウチャーが、日本に“Anglo Japanese University of Tokio and Awoyama”（東京青山英和大学）というメソジスト派の大学を設立するという将来発展のヴィジョンを示していた。その後、本多庸一が校長を務めていた1894年に、現在の青山学院へと改称する。1899年に私立学校令のみの適用を受ける各種学校以外の学校での宗教教育を禁じる文部省訓令第12号が公布されると、青山学院はキリスト教教育を続けるために各種学校となることを選び、上級学校への進学や徴兵猶予等の特典を失うことになった。しかし、本多院長らが文部省に訓令の撤回や適用除外の運動をし続けた結果、1901年にそれらの特典を回復。1904年には、青山学院高等科・神学部、および青山女学院英文専門科（女子小学校の後身）が専門学校令に基づく旧制専門学校の認可を受ける。その後、1927年に青山女学院（女子小学校の後身）との統合が文部省に認められ、統合に至った。そして戦後になり、1949年の学制改革に際して、青山学院大学として開校するに至った。
当初は文学部（英米文学科／基督教学科）、商学部、工学部の3学部が設置されていたのみであったが、その後、工学部の譲渡、商学部の改組、法学部・理工学部・国際政治経済学部・教育人間科学部・総合文化政策学部・社会情報学部・地球社会共生学部・コミュニティ人間科学部の設置を行い、2023年現在は11学部を擁する総合大学である。
1965年の理工学部設置の際に廻沢キャンパス（後の世田谷キャンパス）を、1982年には1・2年次の学生対象の厚木キャンパスを開設したが、世田谷キャンパスは老朽化し、厚木キャンパスは交通アクセスに難があったため、両キャンパスを統合する形で2003年に神奈川県相模原市に相模原キャンパスを開設した。2008年には、2012年4月より文系学部を青山キャンパスに全面移行させることを発表していたが、移転する学生の受け入れ先として建設していた校舎が東日本大震災の影響で竣工の遅延が確実になり、2013年からの移行と発表された。

### 大学昇格の遅れ

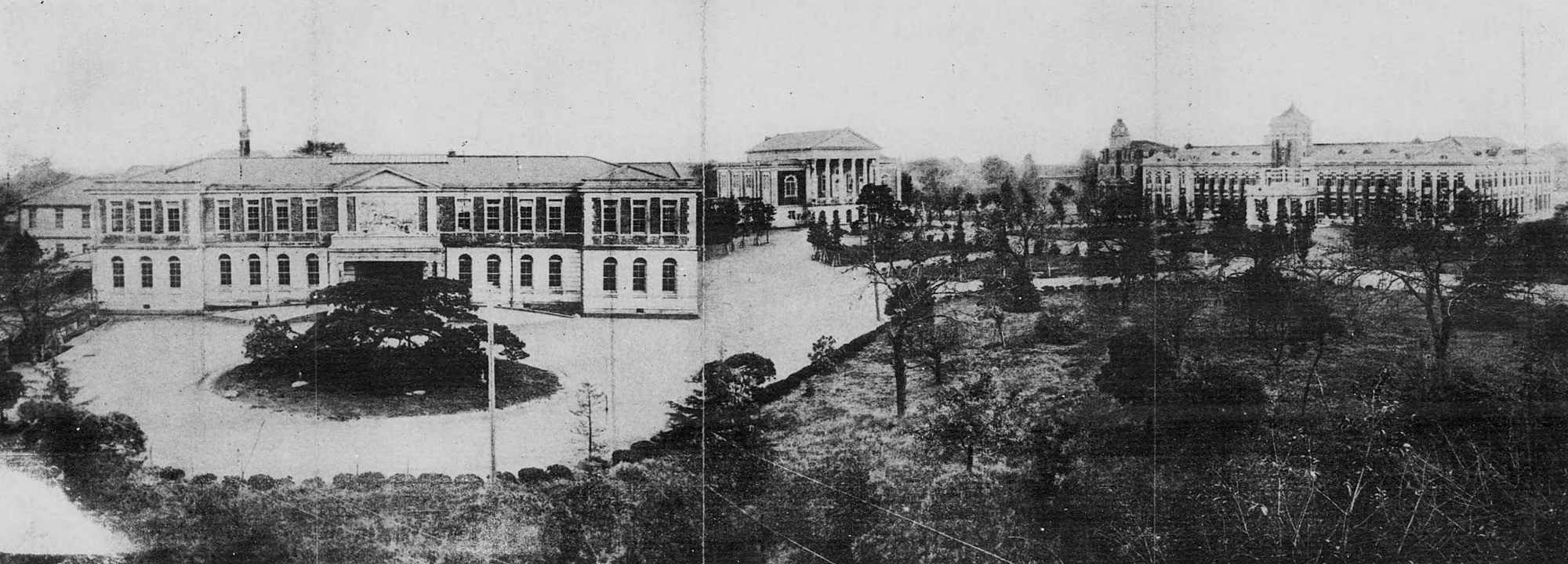
1921年の青山学院構内：左から新ガウチャー・ホール（中学部校舎）、弘道館（大講堂）、フィランダー館（神学部校舎）、勝田ホール（高等学部校舎）

青山学院の創立は1874年であるが、大学に昇格したのは戦後に入ってからである。1899年に私立学校令のみの適用を受ける各種学校以外の学校での宗教教育が禁止されたため、青山学院はキリスト教教育を優先し、上級学校への進学や徴兵猶予等の特典のない各種学校となる道を選んだ。

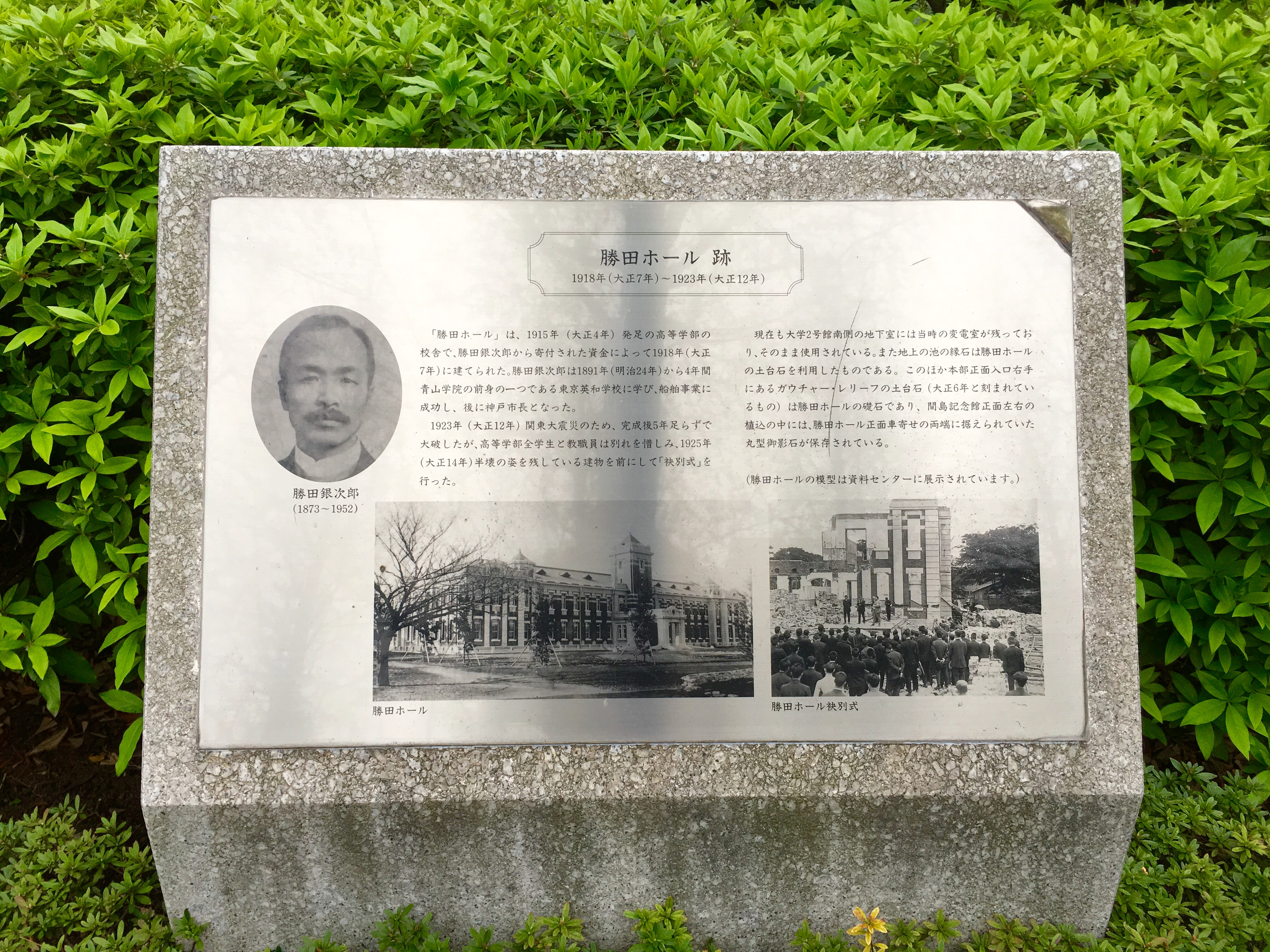
勝田ホール跡
勝田ホールの全壊など関東大震災の被害が大きかったことが旧制大学への昇格を果たせなかった一因となっている

しかし、キリスト教教育を継続したまま、1901年に上述の特典を回復、1904年には専門学校令による旧制専門学校への昇格が認められた。
そして、1909年10月に開催された日本基督宣教開始五十年記念会と1910年6月に開催されたエディンバラ宣教会議（本多庸一前院長出席）をきっかけとして、超教派のキリスト教主義連合大学構想が本格的に議論されるようになる。この議論を主導したのは明治学院と東京学院、聖学院であり、青山学院は在来の高等科を廃止するという条件に難色を示したが、青山学院の後援者たるガウチャーが推進論者だったため微妙な立場に置かれることとなった。
それでも1915年には高木壬太郎院長や井深梶之助、ライシャワー、新渡戸稲造、佐藤昌介らが中心となって大学創立準備の常任委員会が設置され、7月1日の委員会（ガウチャー列席）で1917年までに「東亜大学」を設置すべきことを決議している。
しかしこの間、同志社や立教学院、関西学院は独自路線を選んだため、1918年の大学令公布を機に、青山学院も独自の大学設置計画を進めることを1920年12月13日の理事会で決議した。その計画によれば設置学部は文学部と商学部を予定し、1918年（大正7年）に建てられた高等学部校舎（勝田館）を大学校舎とし、図書館と事務室を新築することとされた。しかし、翌年の高木院長の急逝、さらに関東大震災の発生による校舎損壊という不運が重なり、それまでの拡張計画は消し飛んでしまった。
その後は被災校舎の再建と専門学校としての内容充実を優先し、「大学昇格については暫く静観」を余儀なくされた。1939年に院長に就任した笹森順造は再び昇格を企図し、宗教科・英学科・経済科を中心とする大学組織案を1942年4月1日の『青山学院報』に公表した。しかし、戦時下にあって文科系大学の設置は実現の見込みなしとして、同年秋の理事会で大学設置案はまたしても先送りとなった。
青山学院が明治期から抱き続けた大学昇格の宿願は結局、戦前・戦中期を通じて果たせぬままとなった。

### 神学教育の盛衰

#### 戦前

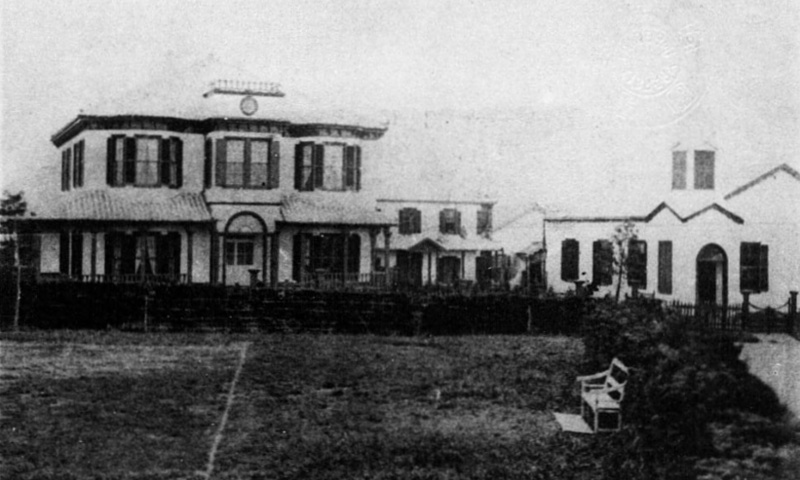
横浜山手の美會神学校

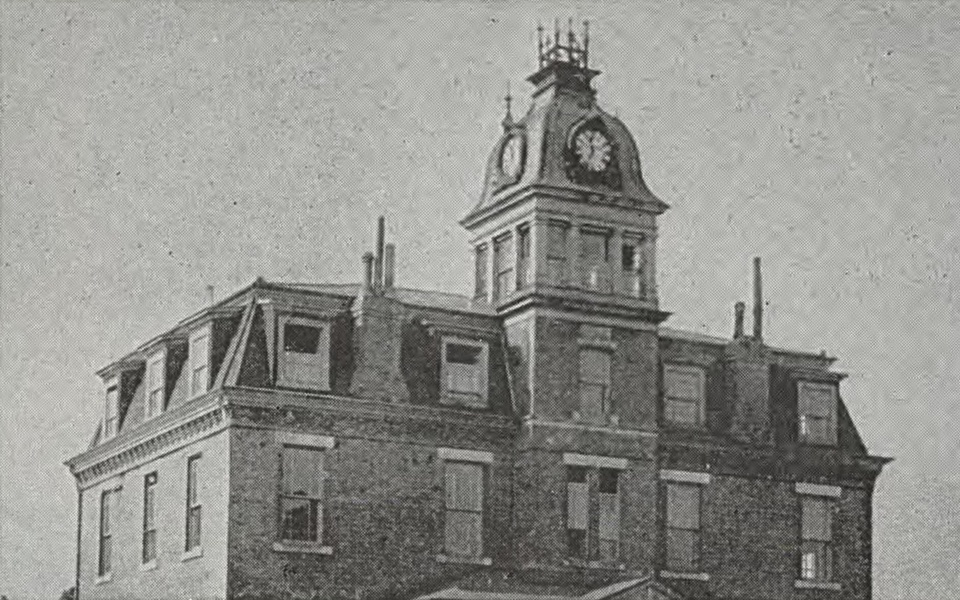
フィランダー・スミス・ビブリカル・インスティテュート（時計台のある神学校）

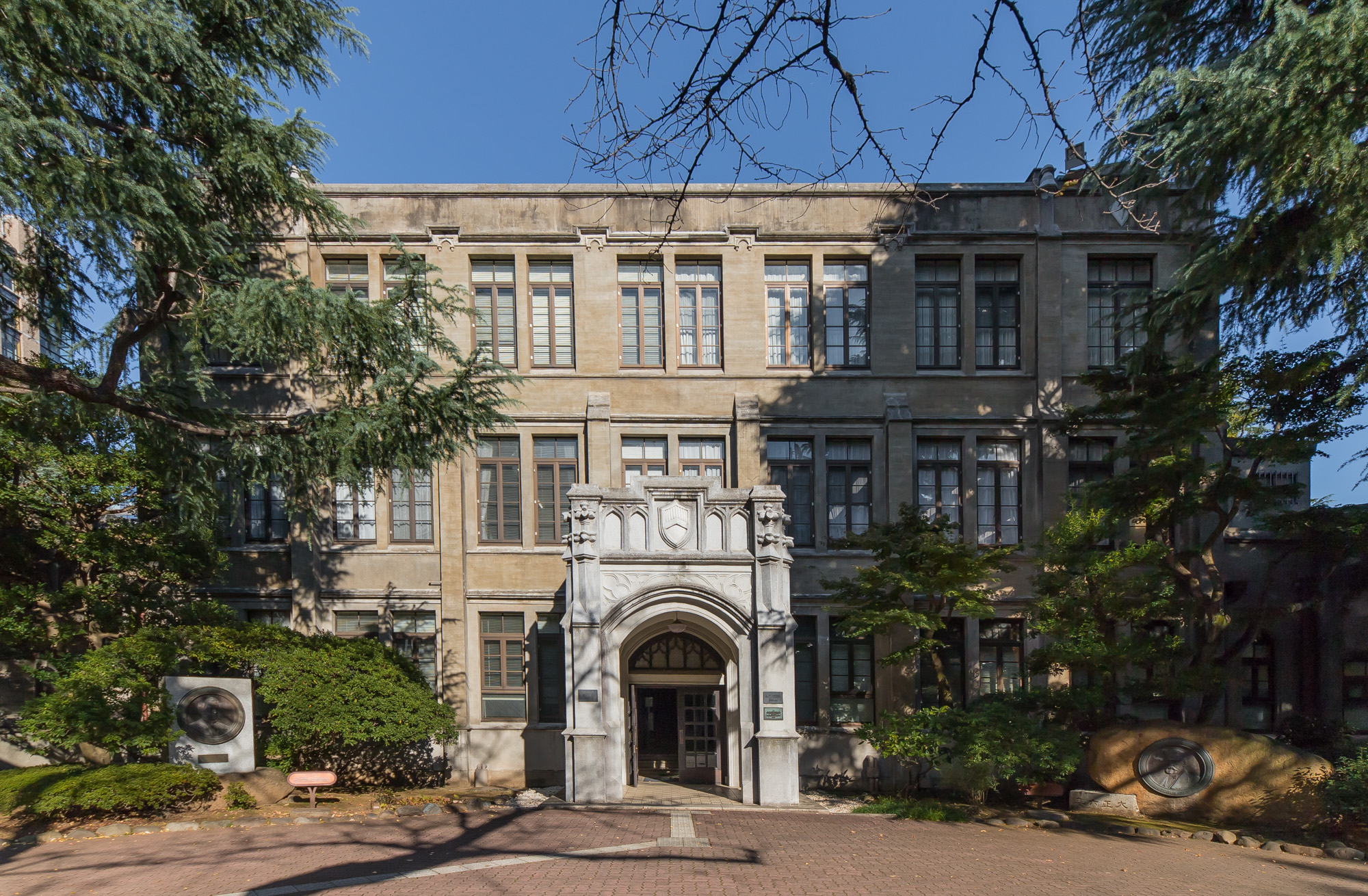
ベリーホール（旧神学部校舎）

青山学院の源流の一つとなる美會神学校は1882年（明治15年）に東京に移転して東京英学校（耕教学舎の後身）と合併し、さらに翌年東京英和学校神学科となった。青山の地に建てられた神学科の時計台校舎は寄付者の名前から「フィランダー・スミス・ビブリカル・インスティテュート」と呼ばれ、後年の関東大震災で損壊するまで青山学院の象徴として長く親しまれた。
この神学科は1886年（明治19年）に米国メソジスト監督教会とカナダ・メソジスト教会の共同経営となった。1888年（明治21年）には米国南部メソジスト監督教会も加わったが、三派連合の形は長続きせず、翌年カナダ・メソジストと南部メソジストは共同経営から離脱した。
1891年（明治24年）に神学科は神学部と改称し、英語神学科と邦語神学科を置いた。いずれも3年制で、非キリスト者であっても教授会が認めた者については研究目的での入学を許可した。卒業生の多くは伝道者となったが、大原社会問題研究所員の大林宗嗣や神智学者三浦関造のように教会伝道とは異なる道を歩む者もいた。
同じメソジスト系の関西学院神学部とは学問的にもかかわりが深く、1914年（大正3年）から青山学院・関西学院両神学部教授会の共同編集で学術雑誌『神学評論』を年4回刊行した。
青山学院神学部は1920年（大正9年）に修業年限を予科2年、本科3年の5年制へと延長し、1923年（大正12年）に聖学院神学校を統合。1928年（昭和3年）に日本女子神学院を統合して神学部女子部を設置。1937年（昭和12年）には関東学院神学部をも統合したが、1940年（昭和15年）の日本バプテスト神学校設立にともない千葉勇五郎らバプテスト系の教授は青山学院を離れた。
昭和の戦時色が強まる中で1940年（昭和15年）10月17日に青山学院校庭で皇紀二千六百年奉祝全国基督教信徒大会が開催され、翌年6月24日に日本基督教団が設立された。同志社を除くプロテスタント諸教派の神学校は戦時統合を余儀なくされ、青山学院神学部も1943年（昭和18年）に男子部は日本東部神学校、女子部は日本女子神学校に統合させらた。神学部長渡辺善太は日本女子神学校の校長に転じ、宗教史学の比屋根安定と教会史の気賀重躬を除く神学部教師も教団設立の神学校に移った。
| 氏名                   | 在任期間        | 備考                       |
| ---------------------- | --------------- | -------------------------- |
| ロバート・S・マクレイ  | 1883年 - 1887年 | 東京英和学校総理との兼任   |
| G・カクラン            | 1888年 - 1889年 |                            |
| M・S・ヴェイル         | 1889年 - 1892年 |                            |
| ジョン・ワイア         | 1892年 - 1896年 |                            |
| ベンジャミン・チャペル | 1896年 - 1901年 |                            |
| ジュリアス・ソーパー   | 1901年 - 1908年 |                            |
| A・D・ベリー           | 1908年 - 1931年 | 1908年から15年まで神学科長 |
| 阿部義宗               | 1931年 - 1937年 | 1933年から院長兼任         |
| 大村勇                 | 1937年 - 1939年 |                            |
| 渡辺善太               | 1939年 - 1943年 |                            |

#### 戦後
1949年（昭和24年）の新制大学発足時に文学部基督教学科が設置された。同学科のあり方をめぐって伝道者養成を重視するか、神学研究を重視するかの路線対立があったが、次第に前者が優勢となり、1961年（昭和36年）に基督教学科は神学科と改称して日本基督教団認可神学校となった。
60年安保闘争に際して院長兼学長大木金次郎は「三公示」を掲示して学生の全学連への加入、政治的実践、ストライキなどの授業妨害を禁じたが、基督教学科教師・学生の一部はこれを無視してデモに参加した。1962年（昭和37年）には神学科教師の一部がキリスト教概論（キリ概）を必修科目として全学生に課すことに異議を唱えて大木を激怒させた。
1968年（昭和43年）12月、神学科学生を含む青学全共闘が「三公示」撤回を要求して大学をバリケード封鎖した。全学教授会は翌年1月「三公示」を撤回したが、学内混乱はなおも続いた。
さらに1971年（昭和46年）には文学部教授会が東京神学大学除籍者2名の神学科への編入学を認めたが、大木はこれを拒否し、早川保昌学長は抗議辞職した。元東神大生2名は東京地裁に編入学の地位保全に関する仮処分申請を行ったが、地裁はこれを却下。元東神大生を背後から支援して学院を窮地に追い詰めたとして文学部長野呂芳男は退職を強要され、非常勤講師の浅野順一・荒井献・田川建三は出講を禁じられた。その後も学生や解雇された副手（神学科卒業生）による法廷闘争が相次いだ。
かくして大木から「造反神学、闘争神学ないし雑神学」と批判された神学科は1972年（昭和47年）11月21日の理事会で募集停止の決議が下され、在籍者が全員卒業した1977年（昭和52年）に廃止された。廃止理由については文部大臣宛の廃止認可申請書の中で以下の4点を挙げている。
- 伝道者養成は大学よりも専門の神学校で行うことが適当である。
- 学内宣教活動は学部学科組織とは別の宗教センターをもって行うことが妥当である。
- 神学科への入学志願者は定員に達せず、前途有望な学生や卒業生が少なくなっている。
- 学校経営・管理面における問題等により、もはや神学科を存置する理由を見出せない。

廃科後も元教師や卒業生らは同窓会基督教学会での活動を継続したが、会員の高齢化により2015年（平成27年）に閉会を決定した。

### 年表
| 年表   | 沿革 |
| ------ | --- |
| 1872年 | 米国メソジスト監督教会、伝道局会議で日本伝道開始を決議 |
| 1873年 | ロバート・S・マクレイらが来日し、日本宣教部を設立 |
| 1874年 | 麻布に女子小学校設立 |
| 1875年 | 女子小学校を救世学校に改称 |
| 1877年 | 救世学校を築地に移転し海岸女学校へ改称 |
| 1878年 | 築地に耕教学舎設立 |
| 1879年 | 横浜に美會神学校設立 |
| 1881年 | 耕教学舎が東京英学校と改称 |
| 1882年 | 美會神学校を東京英学校に合同 |
| 1883年 | 東京英学校が赤坂区青山南町の官園跡地（現在地）へ移り、「東京英和学校」と改称 |
| 1888年 | 海岸女学校の上級生を青山に移し、東京英和女学校と改称 |
| 1891年 | 英語師範科を開設 |
| 1894年 | 東京英和学校を青山学院に改称 青山キャンパスに神学部・普通部（高等普通学部・英語師範科・予備学部）を設置 海岸女学校を閉鎖し、東京英和女学校に合同 |
| 1895年 | 東京英和女学校を青山女学院に改称。神学部・普通学部（高等科・予備科・普通科）手芸部、幼稚園を置く |
| 1899年 | 幼稚園を閉園 青山女学院手芸部が独立し、青山女子手芸学校となる |
| 1900年 | 尋常中学部を中等科、高等普通学部を高等科と改称 高等科卒業生の英語科中等教員無試験検定を認可される |
| 1901年 | 高等科が徴兵猶予の特典を得る |
| 1904年 | 青山学院高等科・神学部は専門学校の認可を受ける 青山女学院英文専門科は専門学校の認可を受ける |
| 1906年 | 青山学院財団法人設立 校旗と校章を制定 「青山学院大学部設立の趣旨」を発表 |
| 1907年 | 青山学院講堂で開催されたメソジスト三派の合同総会により日本メソヂスト教会が設立され、本多庸一が初代監督に就任。 |
| 1908年 | 神学部を神学科と改称 |
| 1912年 | 閉鎖された東京クリスチャン神学校の学生が青山学院神学科に編入 |
| 1914年 | 青山女子手芸学校を青山女学院に合同 関西学院神学部教授会との共同編集で『神学評論』を創刊（1941年終刊） |
| 1915年 | 神学科を神学部、高等科を高等学部、中等科を中学部と改称 |
| 1916年 | 高等学部人文科・英語師範科・実業科を設置 |
| 1918年 | 勝田銀次郎の寄付により高等学部校舎（勝田館）落成 |
| 1920年 | 青山学院理事会、大学設置案を可決（関東大震災により計画停止） |
| 1922年 | 人文科を廃し、英文科を設置する |
| 1923年 | 聖学院神学校を吸収統合する 関東大震災により大講堂、高等学部、中学部、神学部の各校舎大破 |
| 1925年 | 高等学部英文科を文科、実業科を商科と改称し、修業年限を4年とする |
| 1926年 | 高等学部校舎、同学部講堂、中学部校舎竣工 |
| 1927年 | 青山女学院を青山学院に合同（青山学院は神学部、高等学部、中学部、高等女学部（専攻科・本科）を置く） |
| 1928年 | 神学部に女子部を設置 |
| 1929年 | 高等学部と神学部の総合名称を「専門部」と定める 間島記念図書館落成 |
| 1931年 | 神学部校舎竣工 |
| 1933年 | 高等女学部の専攻科（家政科）は専門学校の認可を受け、女子専門部（家政科）と改称 創立50周年記念祝賀式を開催、駐日米国大使などが祝辞 |
| 1934年 | 玉川運動場を開設 |
| 1935年 | 高等学部を文学部と高等商業学部に改組し、文学部に英文科、英語師範科、高等商業学部に商科を設置（高等学部の名称廃止） |
| 1937年 | 関東学院神学部を吸収統合する 御真影奉戴式を挙行 |
| 1940年 | 皇紀二千六百年奉祝全国基督教信徒大会を開催 |
| 1941年 | 日米関係悪化により青山学院在勤の外国人宣教師が本国に帰国 青山学院報国隊を結成 |
| 1942年 | 青山学院財団法人を財団法人青山学院に変更 『青山学院報』で大学設置案を発表（同年秋の理事会により計画停止） |
| 1943年 | 神学部を閉鎖 教員人事問題に端を発する学内混乱により笹森順造院長辞任 出陣学徒壮行会に参加 |
| 1944年 | 専門部（文学部、高等商業学部）を閉鎖し、明治学院専門学校に合同 青山学院工業専門学校（航空機科・発動機科・土木建築科）を開校 |
| 1945年 | 5月25日の空襲により校舎・諸施設の約7割が罹災する |
| 1946年 | 青山学院工業専門学校から青山学院専門学校と改称 青山学院専門学校に英文科・経済科・機械科・土木建築科を設置 女子専門部を青山学院女子専門学校に改称 米海軍第7艦隊横須賀基地第4代司令官であるデッカー大佐が、従軍牧師のリッカーを介しキリスト教学校を通じた平和と民主主義の教育を提案 神奈川県横須賀市に古坂嵓城が分校の設立を決定 |
| 1947年 | 海軍工機学校の設備を利用し、青山学院横須賀分校専門部機械科・土木建築科を設立 |
| 1948年 | 高等部、女子高等部（1952年廃止）、第二高等部（横須賀分校）が設立される 東京農業大学常磐松校地その他を購入 |
| 1949年 | 青山学院大学開学、文学部英米文学科・基督教学科、商学部商学科、工学部機械専修、土木専修を設置 渋谷キャンパス復興で維持困難のため、横須賀分校を閉鎖 |
| 1950年 | 工学部を関東学院大学へ譲渡 横須賀分校跡地を地元教会関係者に譲渡 文学部第二部英米文学科、文学部教育学科、第二部教育学科、第二部基督教学科、商学部第二部商学科を設置 |
| 1951年 | 「財団法人青山学院」を「学校法人青山学院」に組織変更 |
| 1952年 | 大学院文学研究科を設置 |
| 1953年 | 商学部を経済学部（商学科・経済学科・第二部経済学科）に改組 大学院経済学研究科、基督教学専攻科を設置 |
| 1954年 | 関西学院大学神学部との間に交換教授制度を設ける 桜新町グラウンドを開設（1958年売却） |
| 1956年 | 基督教学専攻科を廃止 |
| 1959年 | 法学部（法律学科）を設置 |
| 1960年 | 学生の政治活動を禁ずる「三公示」を掲示 |
| 1961年 | 基督教学科を神学科に改組、第二部基督教学科を廃止 大学院法学研究科を設置 綱島グラウンドを開設（2001年閉鎖） |
| 1962年 | 文学部フランス学科を設置 現在の青山キャンパス正門が竣工 11月、第17代駐日米国大使のエドウィン・ライシャワーが講演のため来校 |
| 1963年 | 法学部法律学科を私法学科・公法学科に改組 神学科後援会を設立 |
| 1965年 | 廻沢キャンパスを開設 理工学部（物理学科・化学科・電気電子工学科・機械工学科・経営工学科）を設置 |
| 1966年 | 商学科を移行し、経営学部（商学科・経営学科・第二部商学科・第二部経営学科）を設置 文学部日本文学科を設置 |
| 1968年 | 文学部史学科を設置 青学全共闘が「三公示」撤回を要求して大学をバリケード封鎖（翌年「三公示」撤回） |
| 1969年 | 大学院理工学研究科修士課程を設置 |
| 1970年 | 大学院経営学研究科を設置 |
| 1971年 | 大学院理工学研究科博士課程を設置 廻沢キャンパスを世田谷キャンパスに改称 東京神学大学除籍者の文学部神学科への編入学をめぐって文学部教授会と理事会が対立し、学長が抗議辞職する |
| 1973年 | 経営学部商学科・第二部商学科を廃止 |
| 1974年 | 青山学院創立100周年記念式典を挙行 |
| 1977年 | 文学部神学科を廃止 |
| 1980年 | 新校地として神奈川県厚木市の厚木ニューシティ森の里の一角を購入 |
| 1982年 | 厚木キャンパスを開設 国際政治経済学部（国際政治学科・国際経済学科）を設置 |
| 1986年 | 大学院国際政治経済学研究科を設置 |
| 1987年 | 国際政治経済学部国際経営学科を設置 |
| 1990年 | 大学院国際政治経済学研究科に国際ビジネス専攻修士課程（夜間）を設置 |
| 1992年 | 前ソ連邦大統領ミハイル・ゴルバチョフ夫妻が大学主催の学生対話集会のため来校 |
| 1994年 | ドイツ連邦前首相ヘルムート・シュミット、中国国家副主席栄毅仁が 青山学院創立120周年記念シンポジウムのため来校 |
| 2000年 | 理工学部機械工学科・経営工学科を機械創造工学科・経営システム工学科・情報テクノロジー学科に改組 |
| 2001年 | 文学部教育学科心理学専修コースを文学部心理学科へ改組 法学部私法学科・公法学科を法学部法学科へ改組 専門大学院国際マネジメント研究科を設置 |
| 2003年 | 国際政治経済学部国際経営学科を廃止 国際マネジメント研究科が専門職大学院に移行 厚木キャンパス及び世田谷キャンパスを閉鎖し、相模原キャンパスを開設 |
| 2004年 | 理工学部物理学科・化学科を物理・数理学科、化学・生命化学科に改組 理工学研究科を5専攻から1専攻8コースへ再編 大学院法務研究科（法科大学院）を設置 |
| 2005年 | 大学院会計プロフェッション研究科（会計専門職大学院）を設置 法学研究科ビジネス法務専攻を設置 |
| 2006年 | 国際政治経済学部国際コミュニケーションコースを国際政治経済学部国際コミュニケーション学科に改組 |
| 2008年 | 経済学部第二部経済学科を廃止 経営学部第二部経営学科を廃止 総合文化政策学部総合文化政策学科を設置 社会情報学部社会情報学科を設置 経済学部に現代経済デザイン学科を設置 大学院総合文化政策研究科を設置 大学院社会情報研究科を設置 10月、オランダ外相マキシム・フェルハーヘンが日蘭外交樹立１５０周年記念講演のため来校            |
| 2009年 | 第二部教育学科を廃止 文学部教育学科と文学部心理学科を教育人間科学部教育学科、教育人間科学部心理学科に改組 経営学部にマーケティング学科を設置 学校法人横須賀学院と教育提携協定を締結 |
| 2011年 | 文学部第二部英文学科の募集停止 |
| 2012年 | 文学部に比較芸術学科を設置 |
| 2013年 | 大学の就学キャンパスを再配置し、学部は4年間一貫教育体制となる |
| 2015年 | 地球社会共生学部地球社会共生学科を設置 |
| 2016年 | 横浜英和女学院中学高等学校が大学の系属校として青山学院横浜英和中学高等学校となる 静岡英和女学院と教育提携協定を締結 |
| 2018年 | 青山学院横浜英和中学高等学校が男女共学化 大学院法務研究科を学生募集停止 |
| 2019年 | コミュニティ人間科学部コミュニティ人間科学科を設置した 横浜英和小学校が青山学院横浜英和小学校と改称し、大学の系属校となる 浦和ルーテル学院小学校・中学校・高等学校が大学の系属校となる |
| 2022年 | 大学院法務研究科を廃止 |

## 基礎データ

### 所在地
- 青山キャンパス（東京都渋谷区渋谷4-4-25、北緯35度39分40秒 東経139度42分38秒）
- 相模原キャンパス（神奈川県相模原市中央区淵野辺5-10-1、北緯35度34分0秒 東経139度24分11秒）
- 緑ヶ丘グラウンド（神奈川県相模原市中央区緑ヶ丘2-6097-1、北緯35度32分55秒 東経139度23分9秒）
- 町田グラウンド（東京都町田市小野路町小谷1571、北緯35度35分54秒 東経139度26分40秒）

- 港区南青山5丁目交差点からみた青山通り。左手に青山学院総合研究所ビル
- 教会建築風の門柱を有する青山キャンパス正門（1962年竣工）
- メソジスト指導者ジョン・ウェスレー像

## 象徴

### 校歌
- 校歌（作詞：大木金次郎 作曲：平岡精二、青山学院全体の校歌に当たる）
1974年、青山学院創立100周年を迎えるにあたり、第11代院長の大木金次郎による作詞と平岡精二の作曲によって完成した。
- カレッジソング（作詞：松本休 編曲：高橋繁、青山学院大学の校歌に当たる）
学生間では『カレッジソング』が歌われる機会も多いが、東都大学野球連盟のパンフレットなど大学の代表歌として校歌が記載されているものも少なくない。
- 旧『青山学院の歌』（1910年制定、作詞：別所梅之助 作曲：楠美恩三郎）[93]
1番が中等科の歌、2番が高等科の歌、3番が神学部の歌、4番が全学院の歌だった。
- 『青山学院の歌』（1952年制定、作詞：豊田実 作曲：團伊玖磨）[94]
1番が初等部の歌、2番が中等部の歌、3番が高等部の歌、4番が女子短大の歌、5番が大学の歌、6番が全学院の歌で、現校歌が制定される前に歌われた。
- 応援歌
3曲（白亜の城・見よ東の・第三応援歌）存在する[95]。
- ペギー葉山の曲『学生時代』（作詞・作曲：平岡精二〈同学院OB〉）は「第二の校歌」と呼ばれ、2009年には学内に歌碑が建立された。
- サザンオールスターズの『Ya Ya (あの時代を忘れない)』も「第二のカレッジソング」となっている[96]。

### 大学のマスコット
1999年に大学創立50周年記念として、オリジナルマスコットの「イーゴ」 (EAGO) が制定された。手に聖書を持った、緑色の二足歩行の鷲（イーグル）の姿で、聖書の一節（イザヤ書第40章31節）で比喩される鷲がモチーフになっている。

### 校章
校章は、1952年に図案を学生から公募して制定された。盾の形で、中に青山の“A”、学院の“G”が書かれており、その下に大学の“UNIV”がblackmoor LETというフォントで書かれている。聖書の中の「信仰を盾として」（新約聖書・エフェソの信徒への手紙6章16節）を意味する。

### スクールカラー
青山学院大学のスクールカラーは、濃緑（ダークグリーン）、青緑（ターコイズブルー）である。

## 教育および研究

### 組織

#### 学部
- 文学部
  - 英米文学科
  - フランス文学科
  - 日本文学科
  - 史学科
  - 比較芸術学科
- 教育人間科学部
  - 教育学科
  - 心理学科
- 経済学部
  - 経済学科
  - 現代経済デザイン学科
- 法学部
  - 法学科
  - ヒューマンライツ学科
- 経営学部
  - 経営学科
  - マーケティング学科
- 国際政治経済学部
  - 国際政治学科
  - 国際経済学科
  - 国際コミュニケーション学科
- 総合文化政策学部
  - 総合文化政策学科
- 理工学部
  - 物理科学科
  - 数理サイエンス学科
  - 化学・生命科学科
  - 電気電子工学科
  - 機械創造工学科
  - 経営システム工学科
  - 情報テクノロジー学科
- 社会情報学部
  - 社会情報学科
- 地球社会共生学部
  - 地球社会共生学科
- コミュニティ人間科学部
  - コミュニティ人間科学科

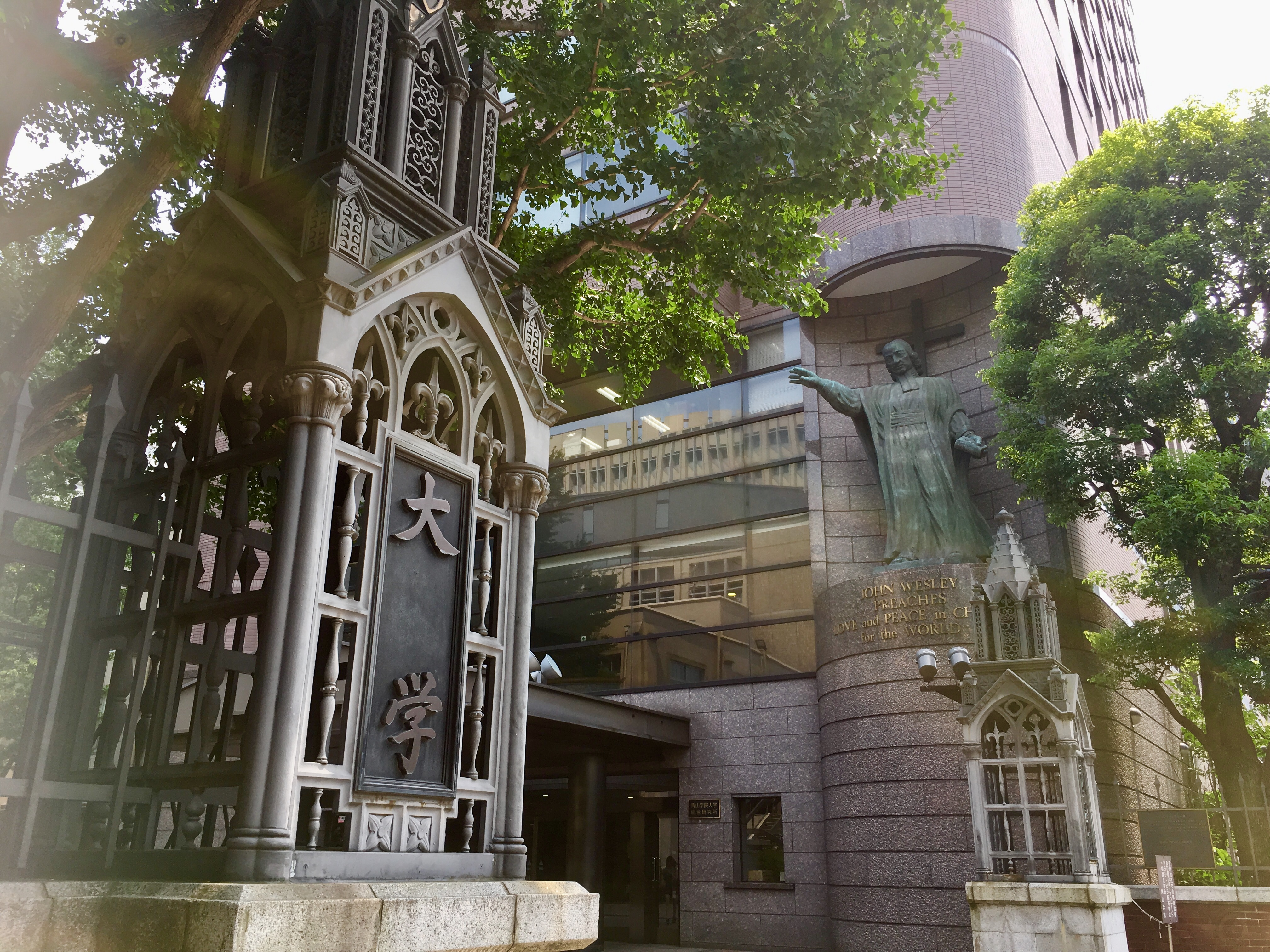
青山学院大学正門
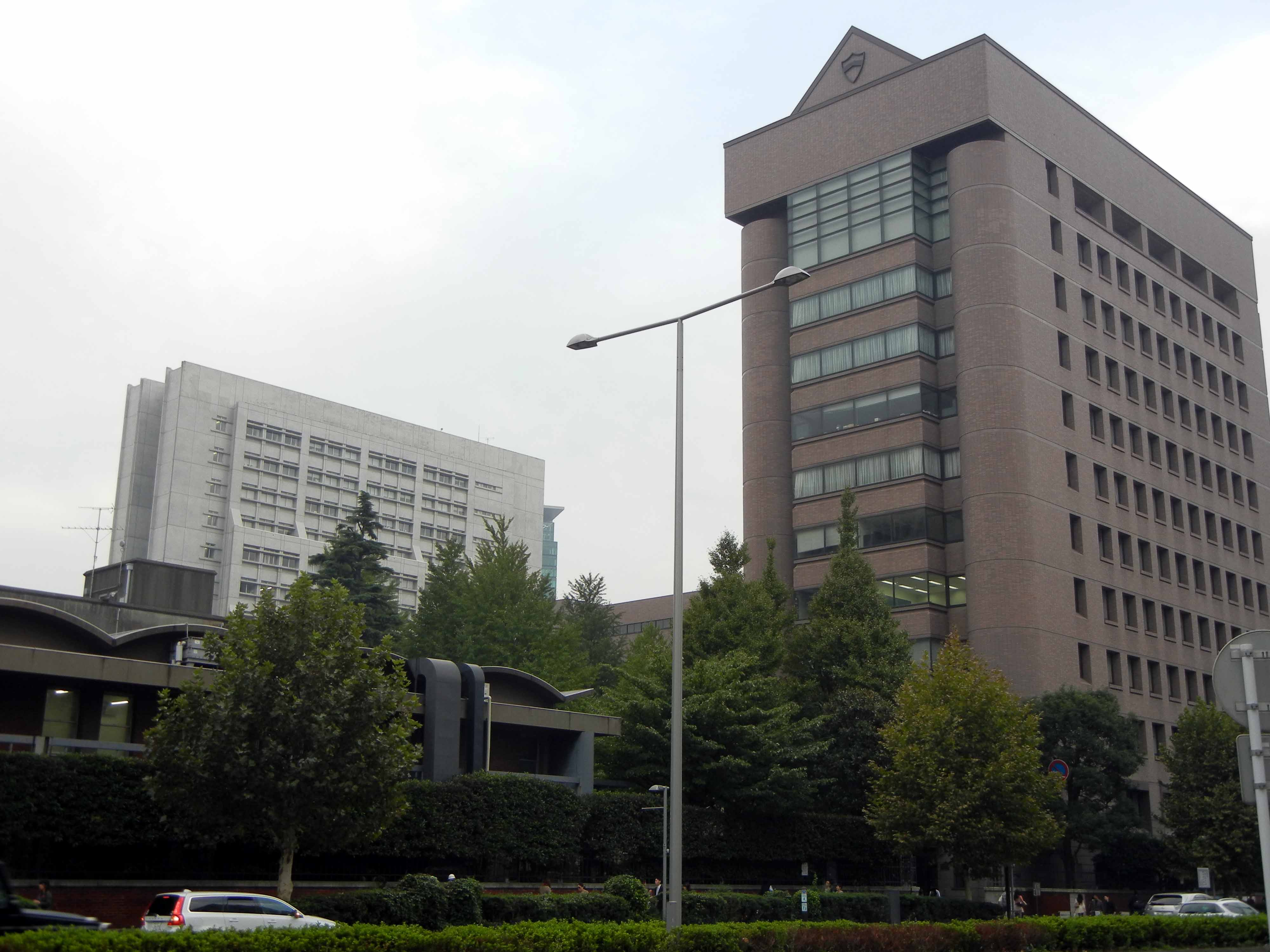
高層化が進む青山キャンパス
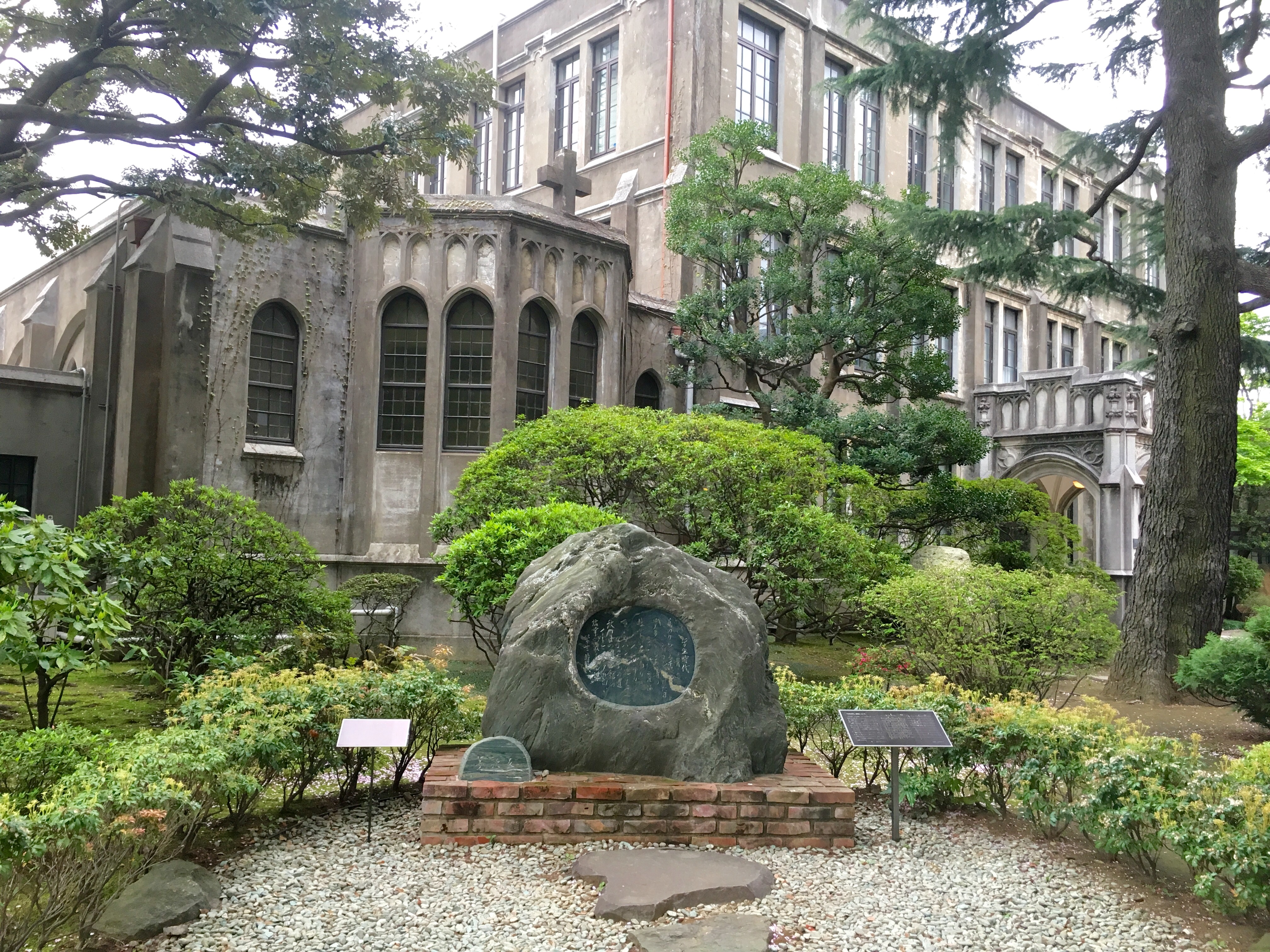
「学生時代」歌碑、舞台となった青山キャンパスのチャペル前
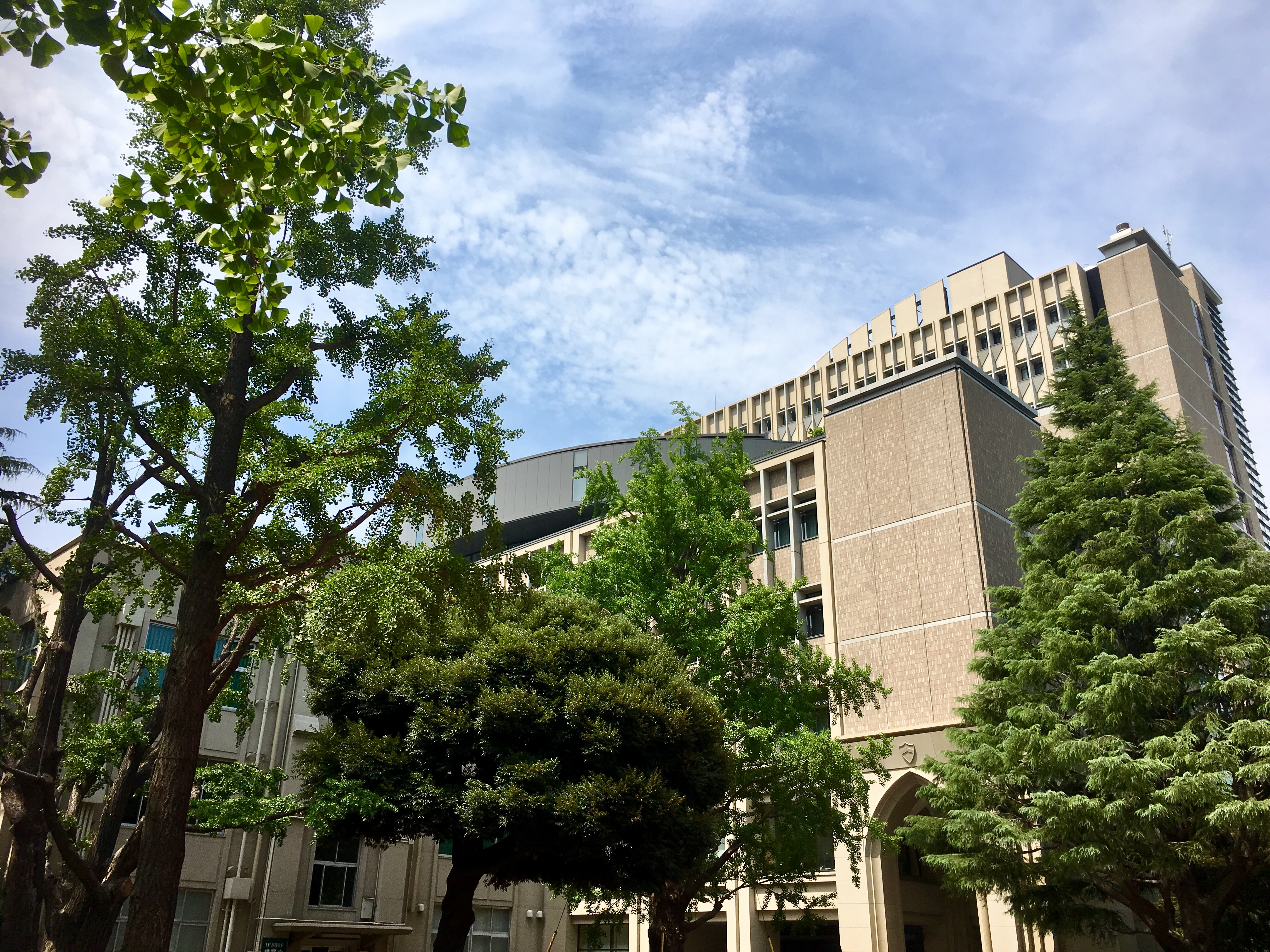
青山学院大学17号館臨床心理学コース

#### 研究科
- 文学研究科
  - 英米文学専攻
  - フランス文学・語学専攻
  - 日本文学・日本語専攻
  - 史学専攻
  - 比較芸術学専攻
- 教育人間科学研究科
  - 教育学専攻
  - 心理学専攻
    - 博士前期課程のコース
      - 心理学コース
- 経済学研究科
  - 経済学専攻
  - 公共・地域マネジメント専攻
- 法学研究科
  - 私法専攻
  - 公法専攻
  - ビジネス法務専攻
    - 修士課程のプログラム
      - 知財法務プログラム
      - 人事労務法務プログラム
      - 税法務プログラム
      - 金融法務プログラム

    - 博士後期課程のプログラム
      - ビジネスロー・ドクター養成プログラム
      - リーガルリスクマネジメント・ドクター養成プログラム
      - 知財クリニック・ドクター養成プログラム
      - 金融ロー・ドクター養成プログラム
- 経営学研究科
  - 経営学専攻
- 国際政治経済学研究科
  - 国際政治学専攻
  - 国際経済学専攻
  - 国際コミュニケーション専攻
- 総合文化政策学研究科
  - 総合文化政策学専攻（一貫制博士課程）
  - 文化創造マネジメント専攻（修士課程）
- 理工学研究科
  - 理工学専攻
    - 基礎科学コース
    - 化学コース
    - 機能物質創成コース
    - 生命科学コース
    - 電気電子工学コース
    - 機械創造コース
    - 知能情報コース
    - マネジメントテクノロジーコース
- 社会情報学研究科
  - 社会情報学専攻
    - 前期課程のコース
      - 社会情報学コース
      - ヒューマンイノベーションコース

#### 専門職大学院
- 国際マネジメント研究科（ビジネススクール、MBA）
  - 国際マネジメント専攻（専門職学位課程）
  - 国際マネジメント・サイエンス専攻（一貫制博士課程）
- 会計プロフェッション研究科（アカウンティングスクール、会計専門職大学院）
  - 会計プロフェッション専攻（専門職学位課程）
  - プロフェッショナル会計学専攻（博士後期課程のみ）

#### 附属機関
- 図書館
  - 青山学院大学図書館
  - 青山学院大学万代記念図書館（相模原分館）
- 大学附置教育研究施設
  - 情報メディアセンター
  - 外国語ラボラトリー
  - 青山学院宗教センター
  - 青山学院資料センター
- 学部附置研究施設
  - 経済研究所（経済学部）
  - 判例研究所（法学部）
  - グローバル・ビジネス研究所（経営学部）
- 学部附置教育研究施設
  - 国際研究センター（国際政治経済学部）
  - 青山コミュニティ・ラボ（総合文化政策学部）
  - 先端技術研究開発センター（理工学部）
  - 機器分析センター（理工学部）
  - 社会情報学研究センター（社会情報学部）
  - リエゾン・ラボ（社会情報学部）
    - 生涯学習ラボ
    - 地域連携ラボ

  - 史学科考古学資料室（文学部）
- 研究科附置教育研究施設
  - 心理相談室（教育人間科学研究科）
  - 国際マネジメント学術フロンティア・センター（国際マネジメント研究科）
  - ビジネスロー・センター（法学研究科）
  - 会計プロフェッション研究センター（会計プロフェッション研究科）
- 総合研究所
  - 総合文化研究部門
    - 課題別研究部
    - キリスト教文化研究部

  - 領域別研究部門
    - 人文科学研究部
    - 社会科学研究部
    - 自然科学研究部

  - 総合研究課（事務室）
- 社会連携機構
  - 社学連携研究センター
  - WTO研究センター
  - ヒューマン・イノベーション研究センター
  - 国際交流共同研究センター
  - アジア国際センター

### 研究

#### 21世紀COEプログラム
21世紀COEプログラムとして、1件のプロジェクトが採択された。
- 2002年
化学・材料科学系
エネルギー効率化のための機能性材料の創製

#### 私立大学学術研究高度化推進事業
- ハイテク・リサーチ・センター整備事業
  - 先端技術研究開発センター「材料科学の新展開：環境調和型機能性物質の創製を目指して」

### 教育
- 現代的教育ニーズ取組支援プログラム
  - 渋谷・原宿・青山を繋ぐ商業観光拠点の育成－本学の理念に基づく地域貢献の実践と社学連携体制の拡充－
  - e-Learning専門家の人材育成－世界に通用する専門家育成プログラムの開発と普及－
  - ICT活用教育のFD／SDプログラム－人材育成の一翼を担うICT活用教育の質向上を実現する研修プログラムの開発と普及－
- 「LPI-Japan アカデミック認定校」
「LPI-Japan アカデミック認定校制度」は、IT教育を推進する機関と一体となって、Linux教育の活性化とLPI理念の普及を目指すためのプログラムで、2003年スタートした。LPI-Japanが独自に定めた学習環境基準をクリアした大学や専門学校、PCスクール、企業研修機関などを、「LPI-Japan」の認定校に指定し、Linux技術者認定試験 (LPIC) 合格を目指す受験者にLinux教育を提供することを目的としている。
- 「Microsoft Dynamics CRM」を教育機関として初めて導入
青山学院とマイクロソフトは共同で、ICT（情報通信技術）ネットワークの構築を実施。また、システムの構築以外に、青山学院大学での知的財産総合概論講座にマイクロソフトから講師を派遣したり、青山学院でマイクロソフトが講演をしたりといった、相互の人材交流も深めるとしている[97]。

### ランキング
- Asian University Rankings 2010 (THE - QS)[98]では、青山学院大学は第123位にランクされた。同調査の分野別ランキングでは、Arts & Humanitiesの分野では81位、Social Sciencesでは76位であった。
- 日本経済新聞社と日経HRが共同で行った「通いたいMBA大学院ランキング」（調査期間：2012年5月28日 - 6月5日）では、東日本の部で第5位にランクインしている[99]。
- 実際に学んでいた学生を対象にした「国内MBA学生満足度ランキング」（日経HR調査／調査期間：2009年7月 - 8月）では、第17位にランクインしている[100]。
- 日経BPコンサルティングによる「大学ブランド・イメージ調査 2014-2015」（2014年8月実施）の首都圏編では、7位にランクされた。なお、「キャンパスに活気がある」「柔軟性がある」「センスがいい、かっこいい」「立地が良い」の4項目で、1位になった[101]。
- 株式会社リクルートの「高校生に聞いた大学ブランドランキング2015」（ 『進学ブランド力調査2015』より ）では、関東エリアにおいて「志願度」・「知名度」3位、「校風や雰囲気がよい」1位、「学校が発展していく可能性がある」3位、「クラブ・サークル活動が盛んである」2位、「おしゃれな」1位などの項目で上位にランクインした[102]。「進学ブランド力調査2018」では志願したい大学ランキング文系1位となり[103]、「進学ブランド力調査2019」では男子3位女子1位の結果となった[104]。
- 日本経済新聞社が2015年12月に全国のビジネスパーソンを対象に調査した「ビジネスパーソンの大学イメージ調査」では「人的資産・信頼（伝統イメージ）」で8位、「教育・研究力（現在イメージ）」で10位、「社会への貢献（将来イメージ）」で6位、総合ランキングで全国8位という結果になった[105][106]。
- 日本の女性社長の出身大学ランキングでは全国4位、東証1部上場企業の社長の出身大学ランキングでは全国10位となっている[107]。
- 国会議員出身大学ランキング全国第11位[108]。
- 知事・市長の出身大学ランキング全国第8位[109]。
- 主要文学賞受賞者出身大学ランキング全国9位[110]。
- 賞を受賞した俳優・映画監督の出身大学ランキング全国第4位[111]。

## 学生生活

### 自治活動
自治会が存在しない。準自治組織としては過去に学友会の下に学生会や常任委員会などが存在しており、学部別の自治委員会（実質的な自治会）の設立も模索されたが、大学当局と学生側が折り合わず実現しなかった。大学紛争の混乱後、大学当局は厳しい締め付けを行い、学生会や大学当局に批判的だった新聞編集委員会も消滅した。現在の新聞編集委員会はその後設立され、資金も大学当局から支援を受けている。

### 年間行事（2017年度）
4月
- 入学式 (学部・大学院)
- オリエンテーション
- 履修ガイダンス
- 健康診断
- 前期授業開始
- 新入生歓迎礼拝 ★
- イースター礼拝 ★

5月
- チャペル・ウィーク (前期) ★
- ジョン・ウェスレー回心記念日礼拝 ★
- 対東北学院大学総合定期戦

6月
- ペンテコステ礼拝 ★
- アドバイザー・グループ・デー

7月
- オープンキャンパス
- 前期定期試験

8月
- 前期授業終了
- 夏期休業日期間
- 清里サマー・カレッジ ★
- オープンキャンパス

9月
- 後期授業開始
- 9月学部・大学院学位授与式

10月
- 相模原祭
- チャペル・ウィーク (後期) ★
- 宗教改革記念礼拝 ★

11月
- 青山祭
- 創立記念日 (16日)
- 創立記念礼拝 ★

12月
- クリスマス・ツリー点火祭 ★
- クリスマス礼拝 ★
- 冬期休業日期間

1月
- 後期授業再開
- 後期定期試験

2月
- 後期授業終了

3月
- 学部・大学院学位授与式
- 卒業礼拝 ★

※★は宗教行事。

### 部活動・サークル活動
部活動は学友会の下に統括されている。学友会は直属組織、文化連合会、体育連合会の3つに分かれており、一部の直属団体を除いて大学公認の部活動は全て文化連合会あるいは体育連合会に加盟している。

#### 学友会直属組織
文化連合会・体育連合会以外に学友会直属とされる団体と附置委員会がいくつか存在する。
- 応援団
- 吹奏楽バトントワリング部
1965年に応援団より分離独立。東京都大学吹奏楽連盟に加盟。吹奏楽コンクール全国大会で金賞を2度受賞（1987年、1989年）した。
- 新聞編集委員会
- 英字新聞編集委員会
- 白馬ヒュッテ運営委員会
長野県の小谷村・栂池高原（最寄り駅はJR大糸線の白馬駅・白馬大池駅）に、学生運営による山小屋（ヒュッテ）をもつ。白馬は「しろうま」と読む。

#### 学友会附置委員会
- 青山祭実行委員会
- 相模原祭実行委員会

#### 文化連合会加盟組織
- 音楽系の部会が多い。その他に放送系や芸術系など多く存在する。

#### 体育連合会加盟組織
- 硬式野球部（創部1883年）
東都大学野球連盟に所属。東京英和学校（青山学院の前身）にて、教師のブラックレージと一高から転校した福島武二が中心となって野球部が創設される[112]。戦後の1951年に東都大学野球連盟に加盟した[113]。東都大学野球一部リーグでは1988年秋の初優勝以来十余回優勝している[114]。
全日本大学選手権では、1993年、1996年、1999年、2005年と優勝したのち[115]、しばらく優勝できなかったが2023年（第72回大会）に18年ぶりに優勝した[116]。一方、明治神宮大会では2024年（第55回大会）になって初優勝を遂げ、あわせて学生大会4冠を達成した。
- 陸上競技部（創部1918年）
関東学生陸上競技連盟に所属。関東インカレでは 2部に所属。陸上競技部は「長距離ブロック」と「短距離ブロック」に分かれる。
長距離ブロックで箱根駅伝には、第22回（1943年）に初出場した後、第41回（1965年）から第52回（1976年）まで12年連続出場した。以降は箱根駅伝の予選敗退で低迷が続いていたが、2004年に現監督・原晋が就任してからは、2009年の第85回で33年ぶりに本選出場を果たし、翌2010年の第86回では41年ぶりのシード権を獲得する（総合順位8位）。以後2011年の第87回（総合順位9位）・2012年の第88回（総合順位5位）・2013年の第89回（総合順位8位）・2014年の第90回（総合順位5位）で5年連続シード権を獲得した後、2015年の第91回大会で初優勝、2016年の第92回大会で2回目の優勝、2017年の第93回大会で3回目の優勝と同時にこの年の学生三大駅伝で3冠を達成、2018年の第94回大会で史上6校目の4連覇を達成。2020年の第96回大会で2年ぶり5回目の優勝を果たす。2022年の第98回大会で2年ぶり6回目の優勝を果たす。
出雲駅伝には、第22回（2010年）に初出場し、第24回（2012年）で初優勝、第27回（2015年）で2回目の優勝、第28回（2016年）で3回目の優勝。全日本大学駅伝には第41回（2009年）に初出場し、第45回（2013年）で初のシード権獲得（6位）、第46回（2014年）は3位、第47回大会（2015年）は2位となり、第48回大会（2016年）は初優勝、第50回（2018年）で2回目の優勝。
短距離ブロックでは2010年代以降、女子リレー種目において日本インカレ優勝、日本選手権リレー競技上位入賞、代表リレーチームに現役学生が選出されている。
- ラグビー部（創部1923年）
関東大学ラグビー対抗戦グループに所属。2011年度から対抗戦Aグループに復帰する。これまで全国大学選手権に2回出場している。また、1953年度には全国地区対抗大学ラグビーで優勝している。
- バスケットボール部 (創部1929年)
関東大学バスケットボール連盟に所属。全日本学生選手権優勝4回（2000年、2007年、2010年、2011年）の戦績がある。なお、2010年度および2011年度は学生大会4冠を達成した。

#### サークル

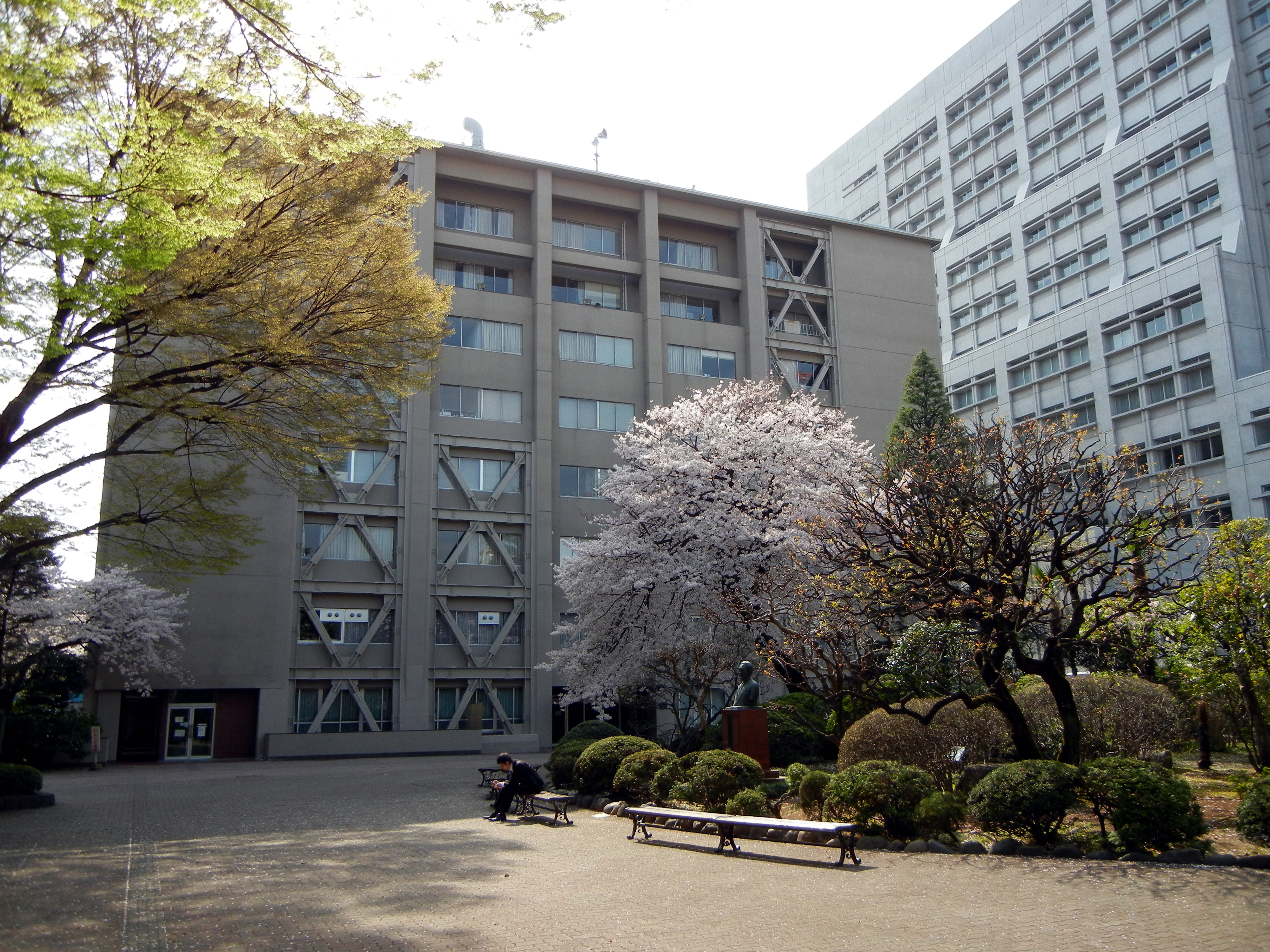
青山キャンパス8号館

大学内での正式名称は「愛好会」。公認の条件として
- 会員に2学部2学科20名以上の本学学生がいる
- 青学の専任教員が顧問に付く（1人1団体）

### アドバイザー・グループ
略称「アド・グル」。部活動・サークル活動とは別に教員を中心に学生が集う形で組織される青山学院大学独特の団体。専任教員のみアドバイザーとなることが出来、年度初頭に学生は参加希望を提出することができる。登山中心に活動するアド・グルや教育活動に邁進するアド・グル、教授との個人的な交わりを中心としたアドグルなど様々な団体が存在する。

### 学園祭
- 青山キャンパスで開かれる「青山祭」と、相模原キャンパスで開かれる「相模原祭」がある。

青山祭では、ミスコンテスト（ミスキャンパス）などが開かれる。このミスコンは梅津弥英子や滝川クリステルらアナウンサーを多く輩出している。なお、大学のミスコンを日本で初めて実施したのは青山学院大学であるといわれている。但し、現在のミスコンテストは青山学院大学及び青山祭実行委員会が企画運営するものではなく、大学と一切関係がないとされ、大学公認ではない。
相模原祭では、地域の子どもを対象とした企画などもあり地域密着型の大学祭である。青山祭の来場者数は2011年に約15万人、相模原祭の来場者数は2014年に約2万人である。両祭とも、ゲストを招いた講演会などが開かれる。
- ダイヤモンド社の調査による「行ってみたい学園祭」ランキングで、2010年に青山祭が4位にランクされた[121]。
- 東京地下鉄株式会社と株式会社ぐるなびが共同運営しているレッツエンジョイ東京の主催による「学園祭グランプリ2018」で、青山祭が総合2位となった[122]。

2015年の相模原祭において、相模原祭実行委員会側がヘヴィメタルバンドのみ出場禁止令を出したことに、出演する音楽サークルや他大学の音楽サークルのみならず、一部の著名人からも非難を浴びた。その後、実行委員会側が謝罪をするもヘヴィメタル禁止の姿勢を変えることはなかった。
2020年の学園祭は新型コロナウイルスの感染拡大により、史上初のオンライン開催となった。
また、青山学院には慶應義塾と同様に一年生の銀杏が落ちる時期までに恋人を作らないと、卒業するまで恋人ができないジンクスがあると言われている。

### クリスマスツリー点火祭
キリストの降誕を待ち望む礼拝として、1977年よりクリスマスツリー点火祭が開かれている。幼稚園から大学院までが共同でこの式を行う。礼拝においては、大学聖歌隊や、ハンドベル・クワイアの演奏がある。正門を入って並木道を抜けた所にある中央ロータリーの木に点火される。

## 関係者組織と出身者

### 大学関係者組織
校友会員数約20万人。登録団体数約200。
また、OB/OG組織（通称アイビーグループ）として、「マスコミ青山会」や、「金融青山会」「青山法曹会」「青学会計人クラブ」などがある。マスコミ青山会の会員数は2,600名に上る。

## キャンパス

### 現在のキャンパス

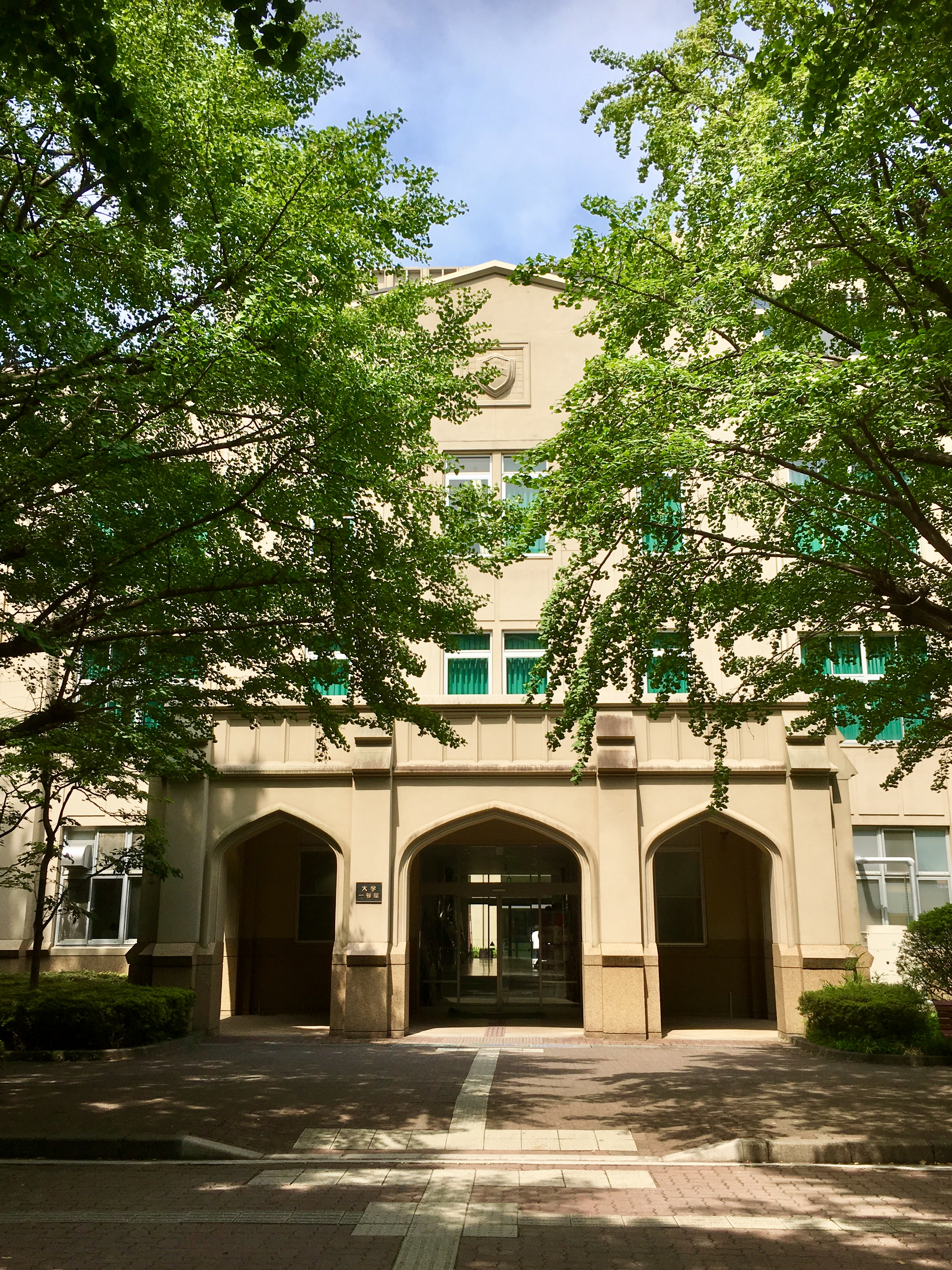
青山学院大学1号館

青山キャンパス（東京都渋谷区渋谷4-4-25）

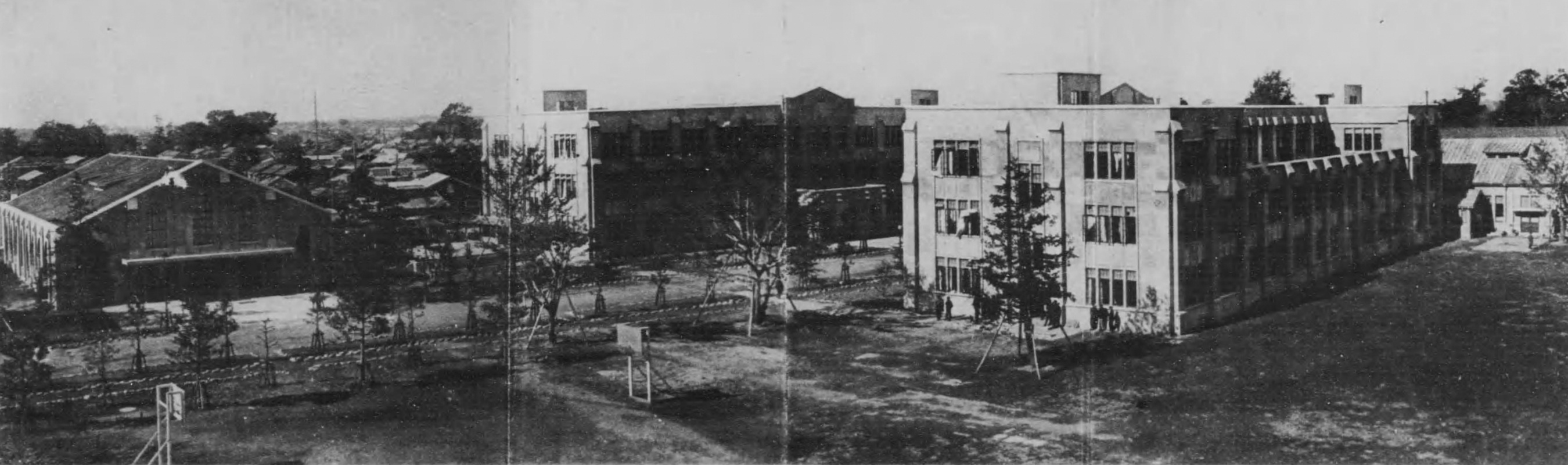
関東大震災後に並木道が整備された青山キャンパス（1926年）

文系学部（文学部、教育人間科学部、経済学部、法学部、経営学部、国際政治経済学部）、総合文化政策学部、夜間部の全学年が使用するキャンパスで（2014年4月時点）、港区南青山に隣接し、青山通り（国道246号）に面しており表参道（都道413号線）や骨董通り（港区道）にも徒歩圏内である。キャンパス正面に国際連合大学があり、2003年より一般協定を結んでいる。通称「青（あお）キャン」。
文学研究科、経済学研究科、法学研究科、経営学研究科、国際政治経済学研究科、総合文化政策学研究科、社会情報学研究科ヒューマンイノベーションコース、国際マネジメント研究科、会計プロフェッション研究科の大学院が設置されている。敷地内には、学校法人青山学院本部や各系列校（幼稚園〜高等部）も設置されている。正門から続く並木道は関東大震災後の復興事業で整備されたもので、モダニズム建築家のアントニン・レーモンドが設計したといわれている。
最寄駅は表参道駅徒歩5分および渋谷駅徒歩10分である。
敷地面積は68,305万平米（法人本部との共用部分を含む）、各系列校も含めた総敷地面積は約12万平米である。明治中期に米国人ジョン・F・ガウチャーの寄付で開拓使農事試験場第二官園跡地（約3万坪）を購入し、その後も東京農業大学から短大・中等部辺りの敷地（5691坪）を購入し、現在に至る。
建物には建てられた順に1号館、2号館〜と番号が付いている（総合研究ビルは14号館、ガウチャー・メモリアルホールは15号館）。現在は13号館は欠番。（1999年度までは旧AVACO STUDIOを買い取り改装した建物が13号館として使用されていたがガウチャーメモリアルホール建築に伴い旧チャペルと共に取り壊された。）2001年に完成した大学チャペル兼教室研究棟のガウチャー・メモリアルホールなどがある。間島記念館（1929年建設）、ベリーホール（1931年建設）の2棟は2008年、国の登録有形文化財に登録された。交通量の多い国道246号側に総合研究ビルや体育館等大型施設を置いているため、キャンパス内は静か。現在、キャンパスの再開発が進んでいる。
「Christian universities online」の発表した「世界で最も美しいキャンパスのキリスト教大学ランキング（The 50 Most Beautiful Christian College & University Campuses in the World）」で、青山キャンパスは第2位に選ばれた。立地や登録有形文化財2棟や、印象的な並木などが評価された。
相模原キャンパス（神奈川県相模原市中央区淵野辺5-10-1）

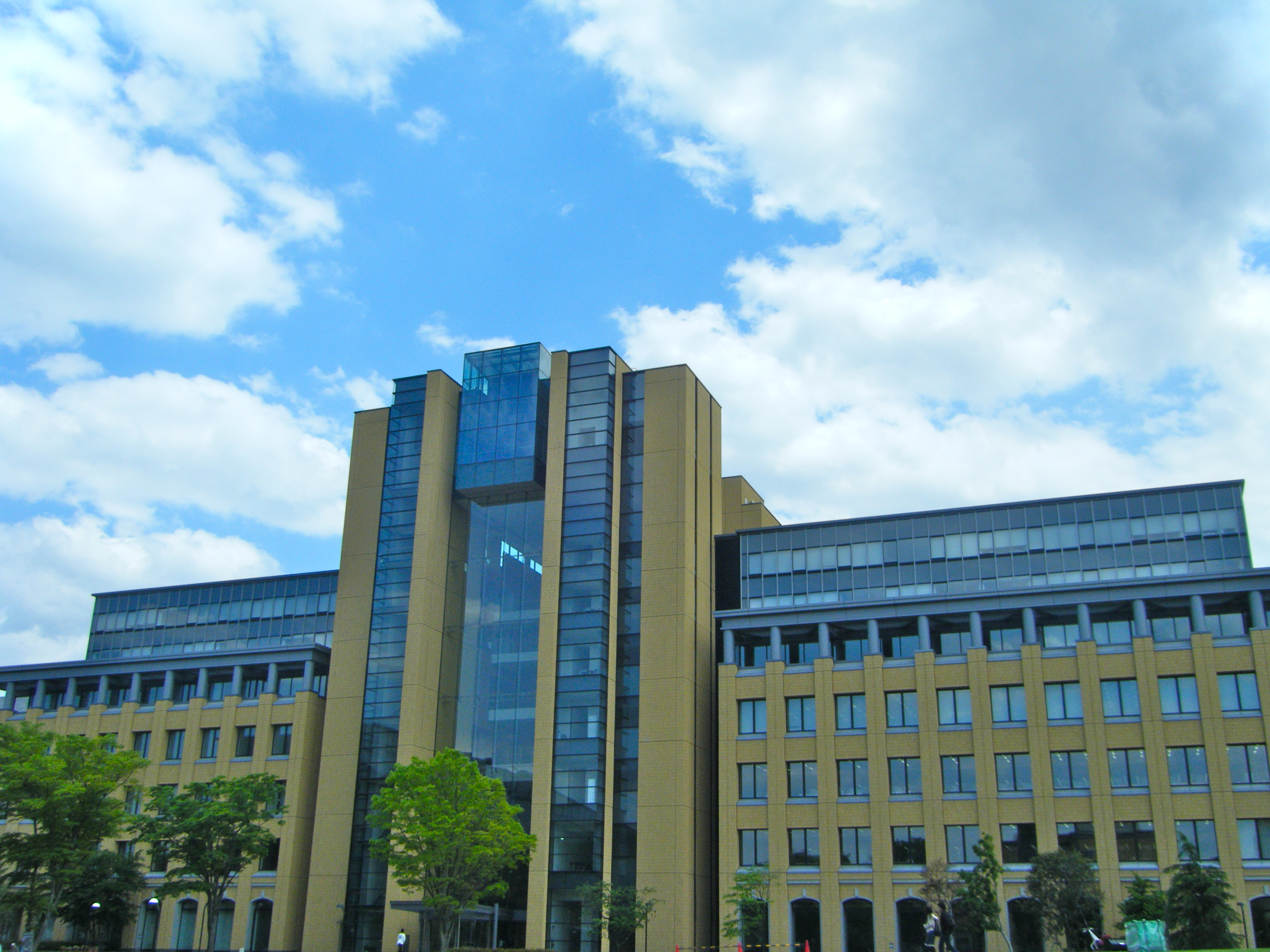
B棟
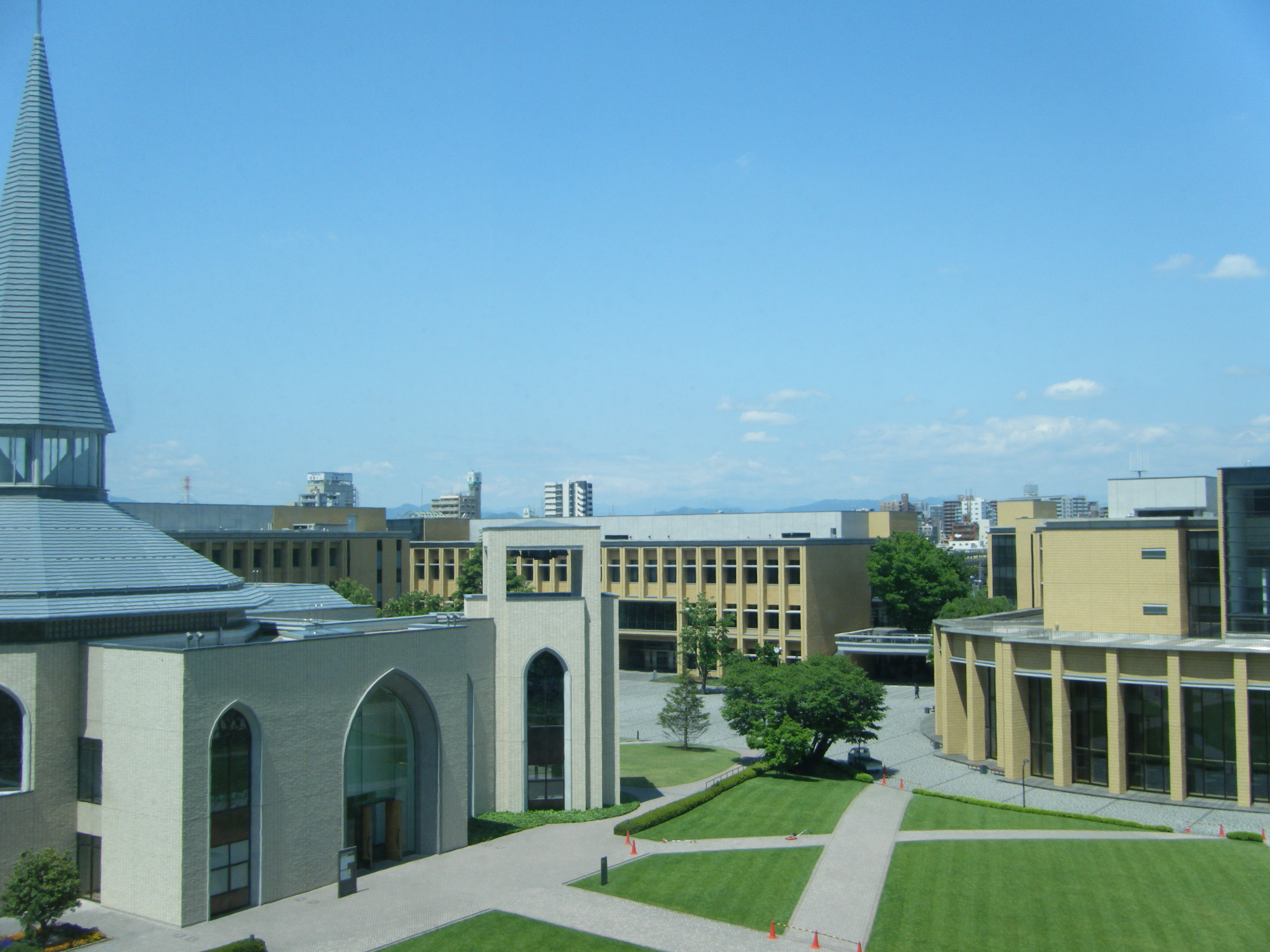
ウェスレー・チャペル、E棟、F棟
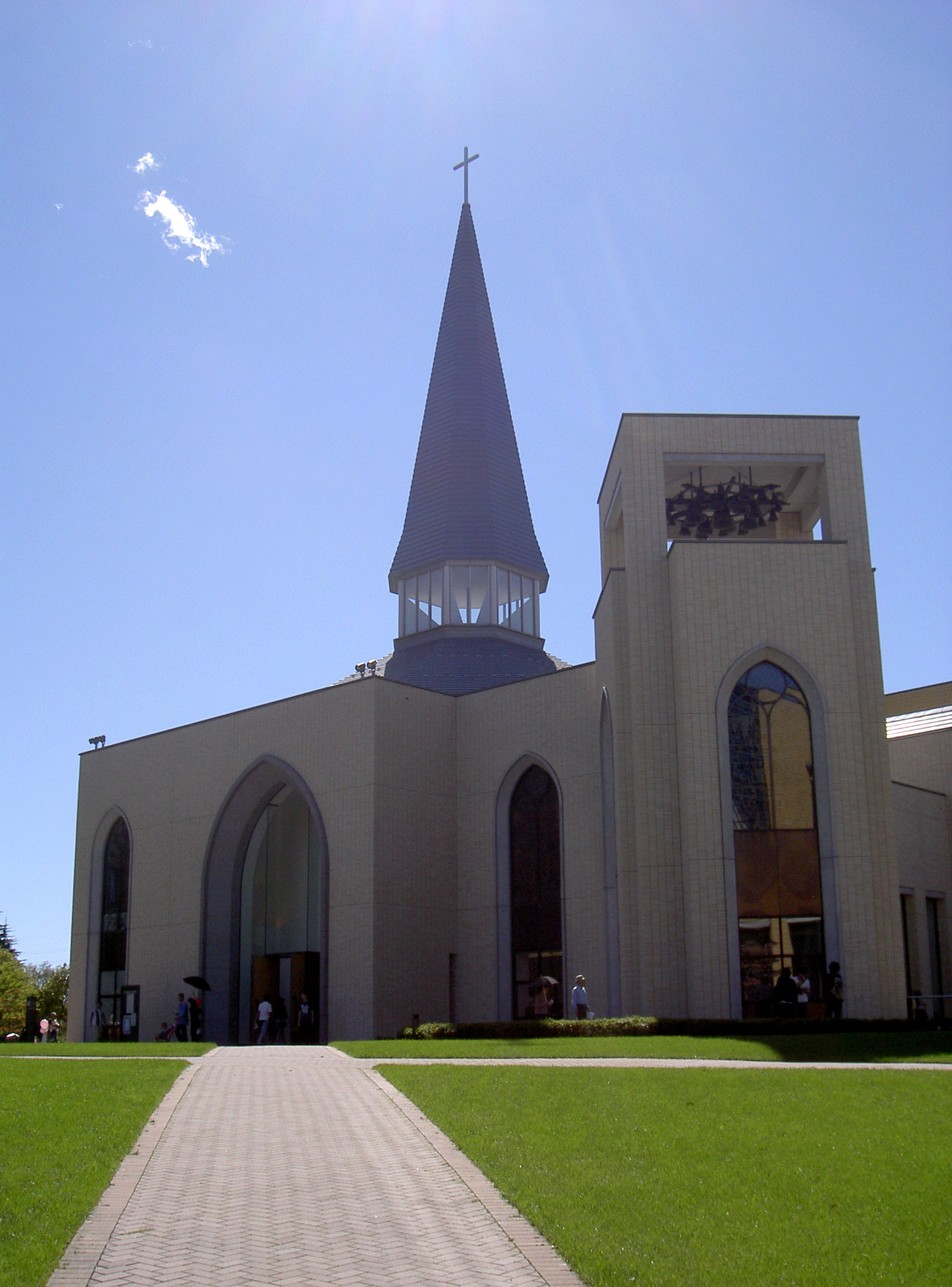
キャンパス内チャペル

理工学部、社会情報学部、地球社会共生学部、コミュニティ人間科学部の1-4年次、および理工学研究科、社会情報学研究科社会情報学コースが設置されている（2013年4月に文系学部は、青山キャンパスへ移転）。
淵野辺駅からは徒歩7分の距離であり、駅周辺には桜美林大学のプラネット淵野辺キャンパスがある。
新日本製鐵跡地に2003年4月に開設されたキャンパスで、2002年度まで存在した世田谷キャンパスと厚木キャンパスを統合し開設された。敷地は約16万平米。校舎群の他に野球場（旧國學院大學相模原グラウンド）なども有する。キャンパス付近は東京のベッドタウンであるが、周辺広域には工場が多く、首都圏南西地域産業活性化フォーラムの一角を担っている。キャンパスに近接して体育施設の緑ヶ丘グラウンド、町田グラウンドも設置されており、運動部などサークル活動等に利用されている。また、野球場も併設されている。
キャンパス内には、ウェスレー・チャペルが設置されており、1時限と2時限の間に、礼拝の時間が設けられている。このチャペルは青山学院の源流であるメソジスト教会の創始者ジョン・ウェスレー、チャールズ・ウェスレーの兄弟に因んでいる。チャペル内のパイプオルガンはデンマークのマルクーセン&ソン・オルガン社製（厚木キャンパスから移設された）。またステンドグラスは、滝沢やまとのデザインである。

### 過去に存在したキャンパス

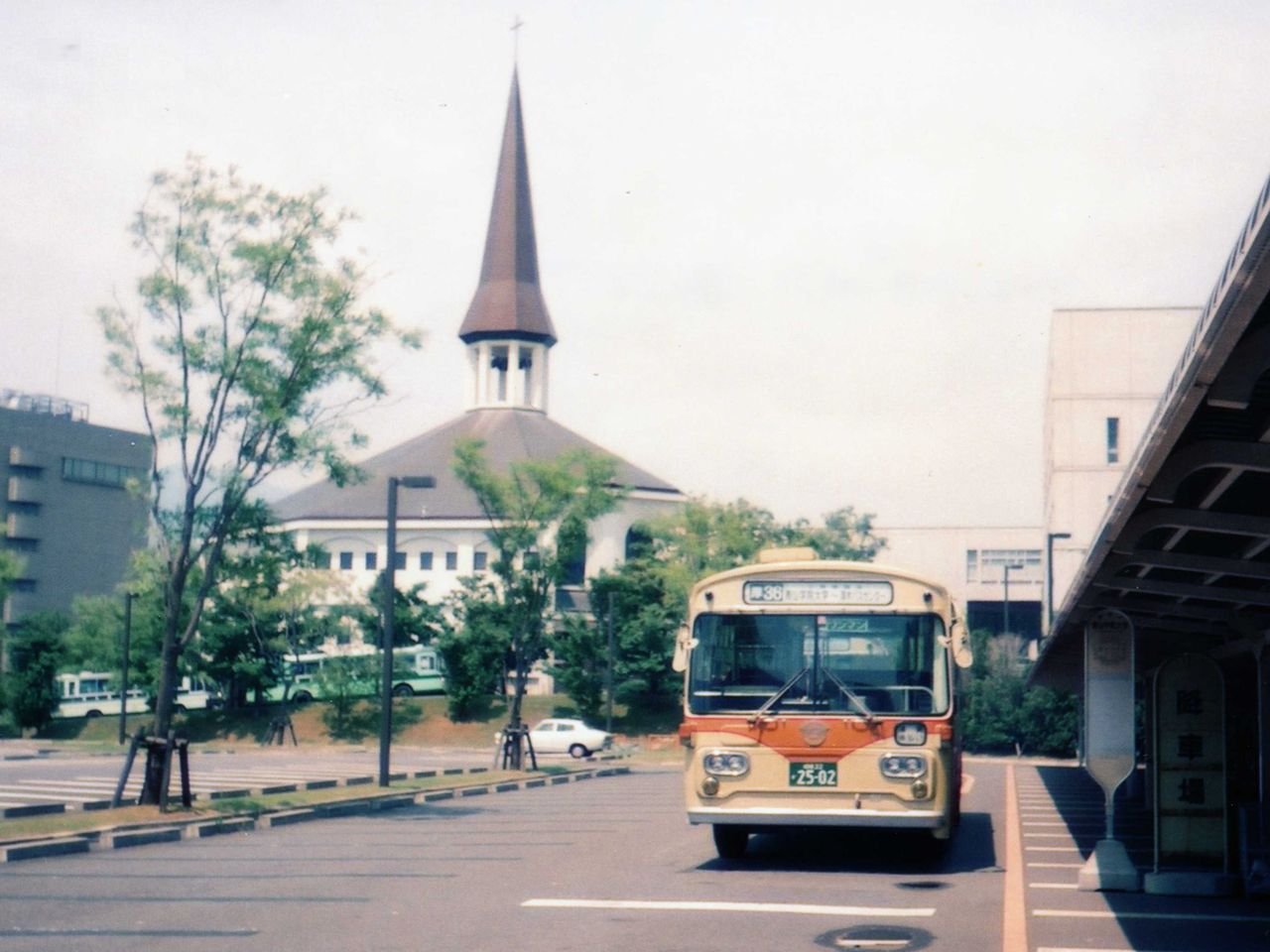
旧厚木キャンパス	（1987年頃）

厚木キャンパス（神奈川県厚木市森の里青山 北緯35度26分45秒 東経139度18分48秒）
文系学部（1部および昼間主コース）の1-2年次および理工学部の1年次が使用していた。本厚木駅から神奈川中央交通バスで25分。愛甲石田駅からバスで15分。通称「あつキャン」。青山キャンパスが手狭となったことから郊外移転の話があり、当時研究学園都市を造成していた厚木市の誘致により1980年に厚木ニューシティ森の里の一角を購入し、1982年に開設された。敷地には講義棟をはじめグラウンドやゴルフ練習施設、宿泊研修用の施設を備えていた。キャンパス内に駐車場があり、一般学生にも自家用車通学が許可されていた。21世紀到来後、私立大学の都心回帰の動きにより、同大もアクセスの良い土地への再移転が検討され、新日本製鐵・國學院大學から土地を取得し、2003年相模原キャンパスを設置（厚木キャンパスは閉鎖）。キャンパス閉鎖後は跡地は日産自動車へ売却、先端技術開発センターとなっている。なお、厚木セミナーハウス（宿泊研修用施設）については、当初所有を継続する予定だったが、日産側からの要請で手放すこととなった。また、移転後に付けられた地名である森の里青山は現在でも使われている。
世田谷キャンパス（東京都世田谷区千歳台 北緯35度39分27秒 東経139度36分30秒）
理工学部の2-4年次が使用し、理工学研究科が設置されていた。アクセスは千歳烏山駅から徒歩15分、又は祖師ヶ谷大蔵駅から徒歩20分。理工学部の2-4年次（厚木キャンパスができるまでは全年次）および大学院生が使用したキャンパスで、通称「せたキャン」。1965年に理工学部を設置した際に開設され、開設当初は「廻沢キャンパス」という名称であった。施設が手狭になってきて、さらに老朽化していたことや、1年次生のみが厚木に通わなければならない不便があったため、厚木キャンパスとともに機能を相模原キャンパスに統合、2002年度を最後に廃止された。また、このキャンパスの隣には女子寮（スクーンメーカー寮）があった。跡地は大規模なマンション（一部商業施設あり）となっている。
綱島グラウンド（神奈川県横浜市港北区綱島上町 北緯35度32分16秒 東経139度37分30秒）
1961年開設。体育会が使用していた。馬場が存在したため、近隣住民からの苦情が存在した。なお、相模原キャンパスにおいても、地域住民の反発があり馬場を造成することができなかったため、新たに町田グラウンドが購入された。跡地は大規模マンションとなっている。

## 施設

### 学生食堂

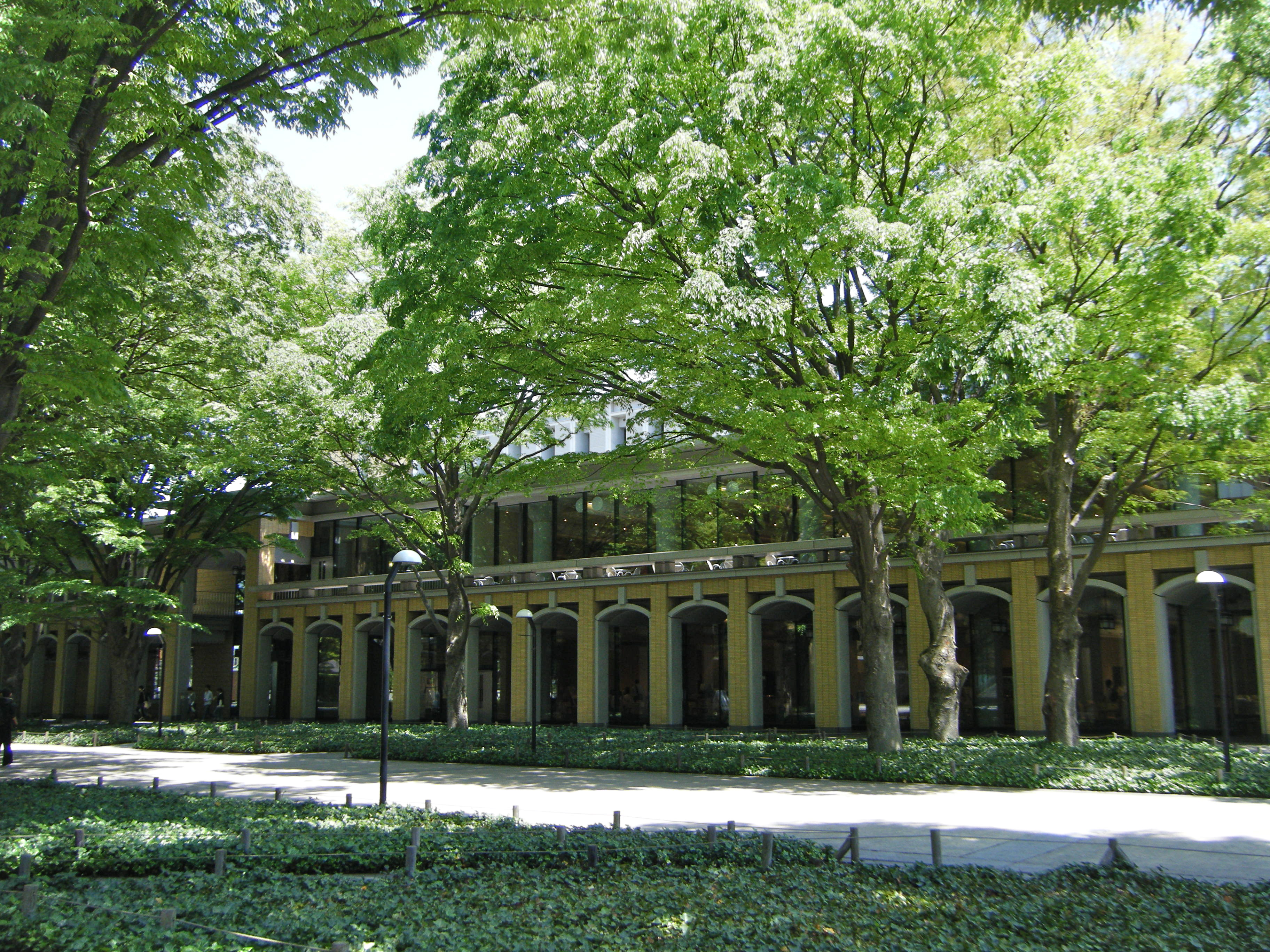
相模原キャンパスG棟

- 青山キャンパスの学生食堂（学食）は地下に設置されている。昼の時間帯は高等部の学生も利用している。
- 文系学部1,2年の青山キャンパス移転に備えて、2012年に新設された17号館の1階に食堂 (1,000席)がオープンした。
- 相模原キャンパスG棟のカフェテリアは2階建て、一部吹き抜けで屋外ラウンジもある。同キャンパスにはもう一つ、N棟1階にもカフェテリアがあり、こちらは主に研究棟から距離の近い理工学部生・研究科生の利用が多いことから、通称「理工食堂」と呼ばれている。なおこのN棟は、新日鐵の建物をそのまま使用している。
- 「学生に評価が高い学生食堂」（2006年11-12月調査。朝日新聞社発行『大学ランキング』編集部調査）では、第1位となっている[132]。

### 青山学院購買会・ショップ
青山学院大学では大学生協に代えて、青山学院購買会の運営する購買店舗・ショップが各キャンパスに設けられている。

### 総合研究所ビル

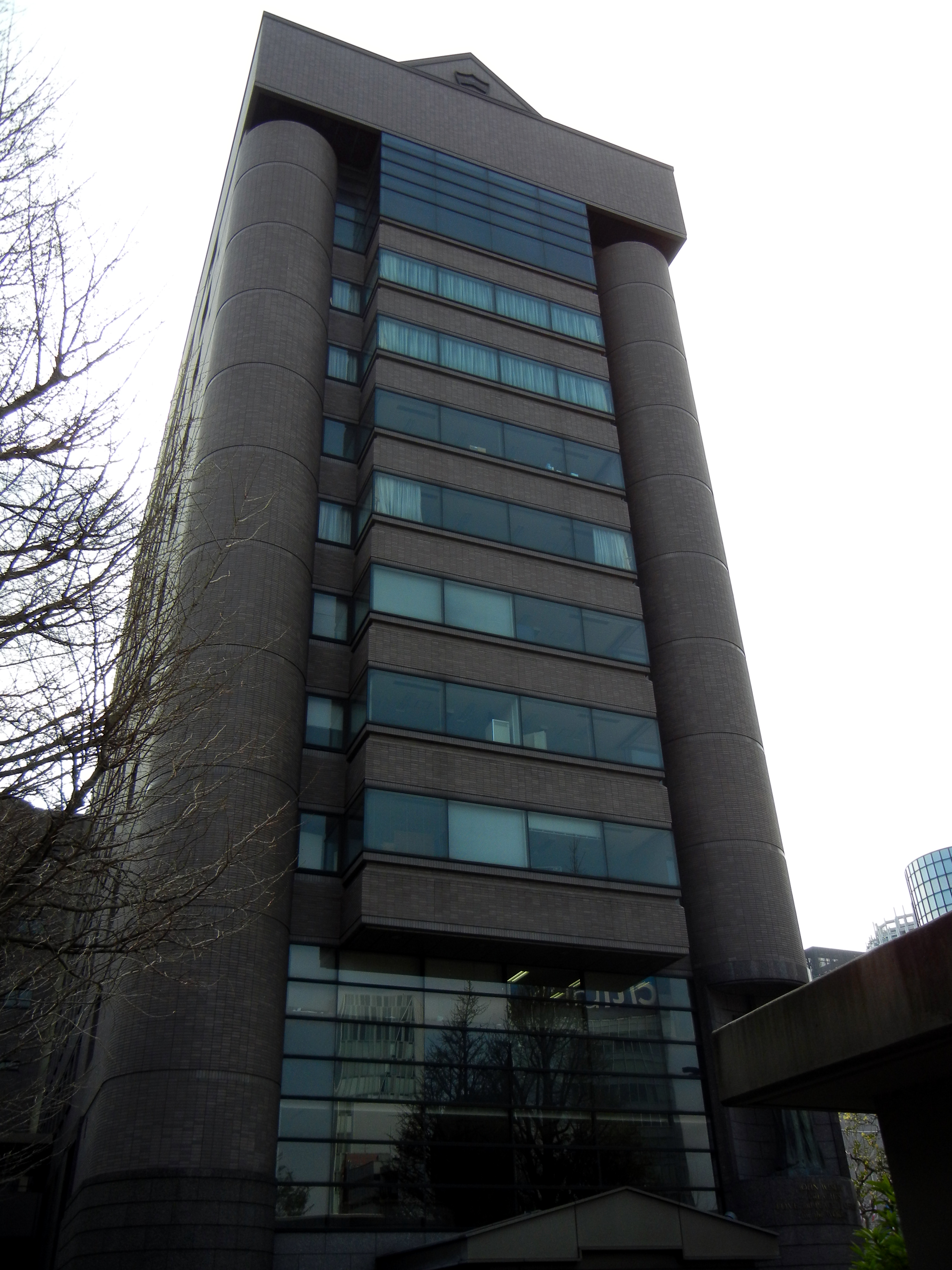
総合研究所ビル

青山キャンパスにある総合研究所ビル。1988年12月開所。大学総合研究所の様々な研究部門を設置している。12階の大会議室は国際会議場として様々な国際会議や講演会などに使用されている。2009年には、エマニュエル・トッドが、同ビルで講演を行った。また、同年に冷戦終焉20年に際して行われた講演会では、ヴィータウタス・ランズベルギス（元リトアニア国家元首（元最高会議議長）やスタニスキス・ヤドヴィガ（元ポーランド連帯指導者）などが講演を行った。

### ガウチャー・メモリアル・ホール

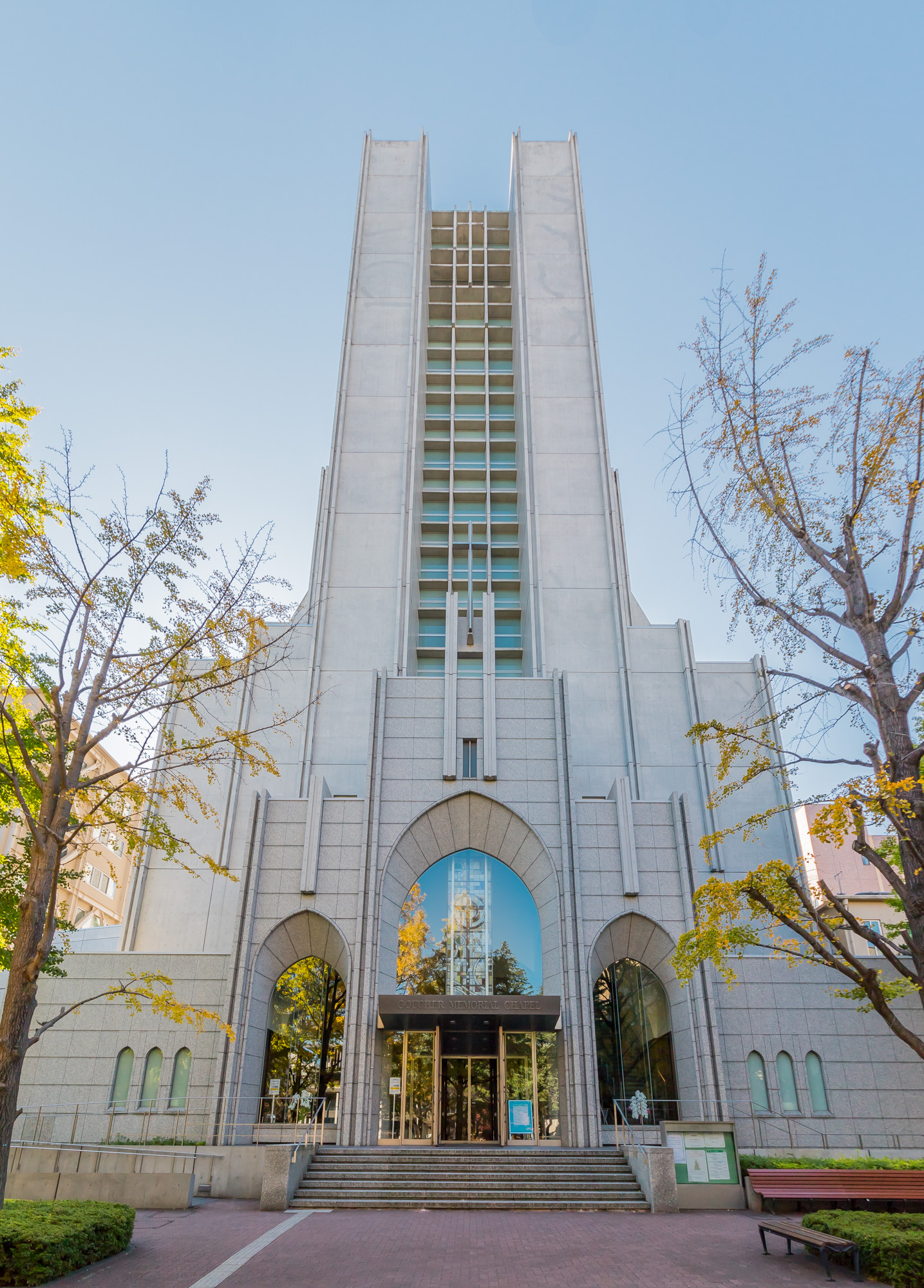
ガウチャー・メモリアル・ホール

青山キャンパスにある、ゴシック建築を彷彿とさせる外観のビル。大学の旧礼拝堂および13号館(初代Avacoスタジオ)跡地に2001年に建設された。名称は、6万ドルを超える私財を献げて初期の青山学院を資金面で支えた宣教師ジョン・F・ガウチャーの名に因んでいる。1,2階にガウチャー記念礼拝堂を置き、3階から13階が教育・研究施設となっている。また、3階ロビーには中等部卒業生の東郷青児の作品「天使の休日」が飾られている。ガウチャー記念礼拝堂は1階560席,2階132席で、礼拝堂内にはパイプオルガンも設置されている。礼拝以外にも、体育会の結団式、交遊会の集会場所として使用され、聖歌隊などのコンサートも開かれる。

### 青山学院アスタジオ
神宮前5丁目にある教育・研究施設、NHKのサテライトスタジオ、多目的ホール、商業施設などを併設する複合文化施設である。2009年9月、青山学院創立135周年事業の一環として、文化の創造、発信の地として建設された。建設場所は、大学の教育寮「常青寮」の跡地である。地上4階、地下1階の建物で、3,4階は貸し事務所、2階には大学総合文化政策学部の青山コミュニティラボ、1階にはNHKのサテライトスタジオ「NHK@CAMPAS」が入っている。名称は、コピーライター眞木準による命名である。

### 青山学院記念館
青山キャンパス内にある大型体育館。東京オリンピック開催時の1964年に完成。観客席は2500名収容可能、最大6000人収容可能。入学式・卒業式をはじめ、国内外スポーツの公式戦やイベント、コンサートも行われる。
1988年と1989年には女子テニスの国際大会である東レパンパシフィックオープンの会場として使用された。プロバスケットボールチームのサンロッカーズ渋谷が、2016-17シーズンから開幕するB.LEAGUEへの参入に合わせてホームアリーナとして使用することが決定し、ホームゲームの8割に当たる24試合を開催した。2025-26シーズン限りで使用を終了し、2026–27シーズンからはTOYOTA ARENA TOKYOへ移転予定。2017年と2018年には大相撲の夏巡業として「渋谷青山学院場所」が開かれた。

### 青山学院講堂
青山キャンパス内にある大型ホール。席数は1701席。中等部の礼拝堂としても使用される。略称「青講(あおこう)」。各種イベント、コンサート、セミナーが行われる。青山学院管弦楽団は定期公演を開催している。

### 青学会館
青山キャンパス内にあり式場やレストランが運営されているほか、校友会の本部や校友スペース等も設置されている。アイビーホールと呼ばれる。創業は、1968年（昭和43年）。結婚式は、キリスト教挙式のみを行っている。

### 本多記念国際会議場
2012年に新設された17号館校舎の6階に、4ヵ国語対応の国際会議場兼大講義室として設備され「本多記念国際会議場」と命名された。名前を冠された本多庸一は、当学院における初の日本人院長で第二代院長を務めた人物であり、2012年は本多の死去100年に当たる。562席（机・イス）。

### ウェスレー・ホール
1968年（昭和43年）に青山学院宗教センターの建物として完成。現在は文学部の史学科考古学資料室が入っている。

## 登録有形文化財

### 間島記念館

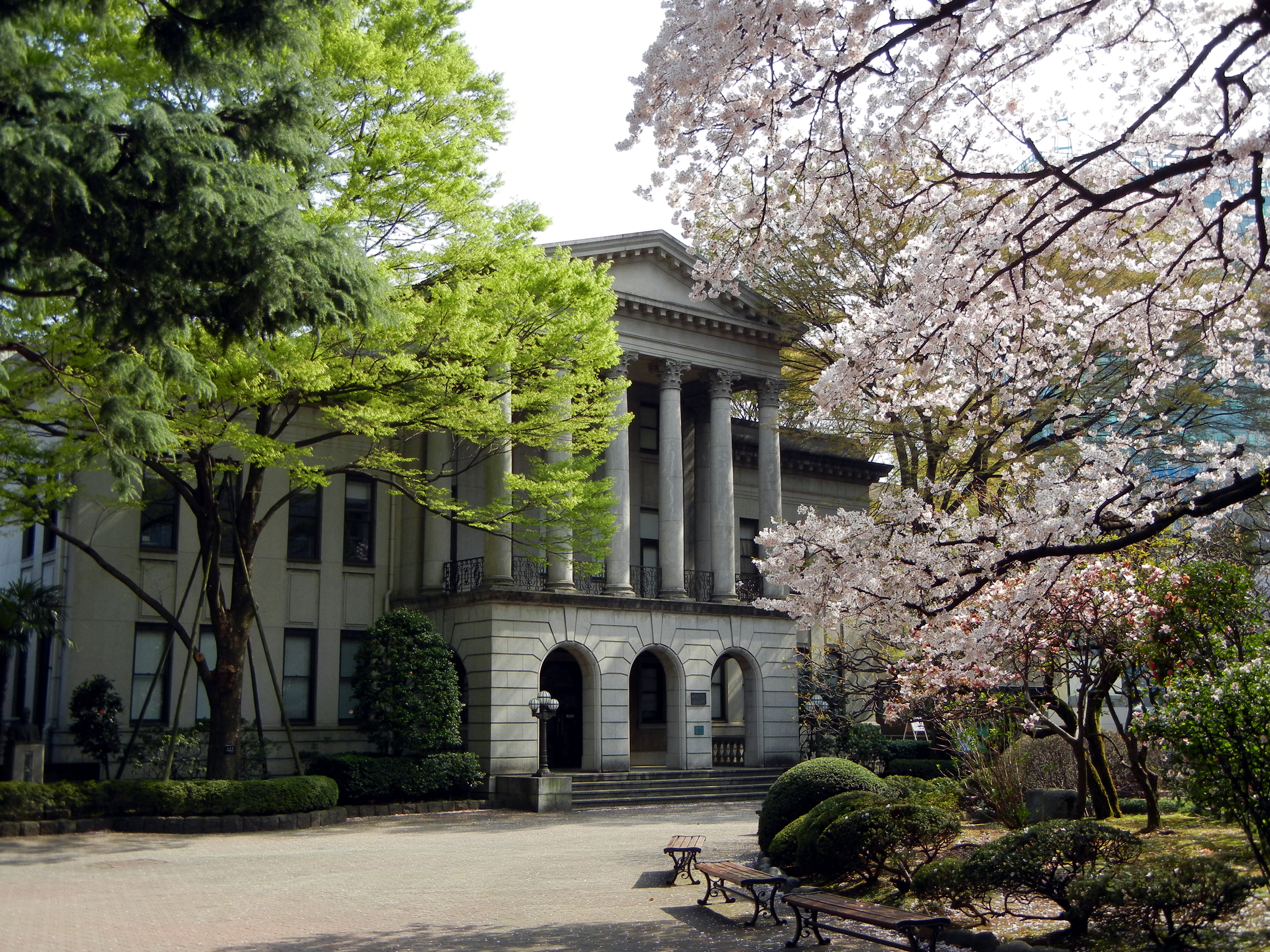
間島記念館
（日本国登録有形文化財）

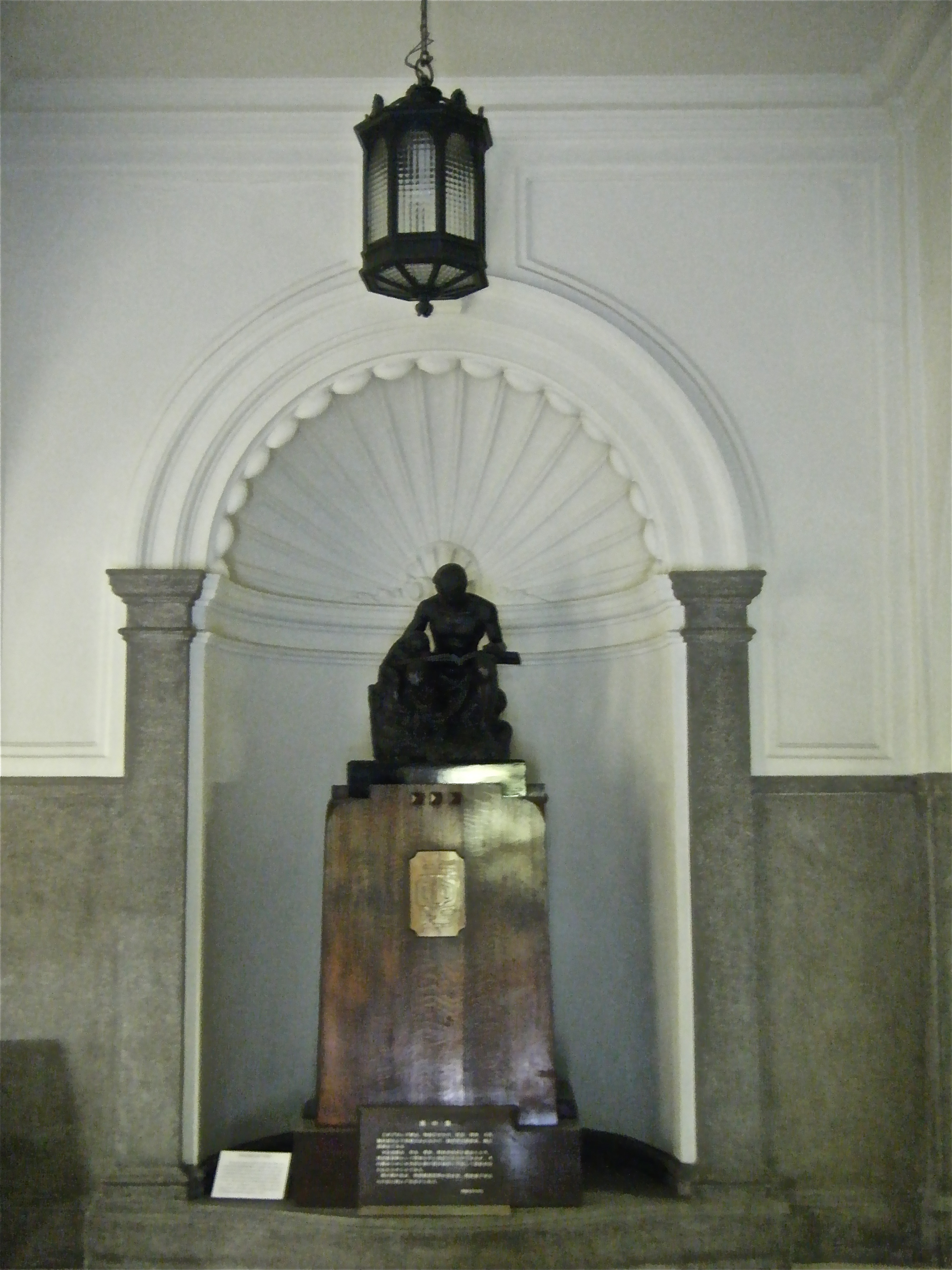
「愛の像」
（間島記念館1階）

青山学院大学青山キャンパスにある、日本国登録有形文化財（建造物）である。1929年建設で、設計、施工は清水組。鉄筋コンクリート造3階建て、地下1階のパラディアンスタイルの建築。当初は図書館として建築されたが、現在は青山学院資料センターとして使用されているほか、青山学院宗教センターが入っている。キャンパス正門を入り並木を抜けた部分にあるロータリーに北面して建つ。ポスターなどに多く使用されるなど、青山学院大学のシンボル的建築物である。正面入口は基壇のアーチ型の開口にあり、その上にギリシア建築コリント式の円柱を配してペディメントを支え、上部コーニスはデンティルで装飾して、古代ローマの神殿を模している。ネオ・ルネサンス様式の古典主義的な雰囲気を持つ建造物である。
同建築物の前には、1907年に米国聖公会から派遣された宣教師であり建築家のJ・M・ガードナーによって設計された「弘道館」があったが、関東大震災で大破した。そのため、そのデザインをベースに、1929年（昭和4年）に中央図書館として再建された。名前は、校友会会長であり理事であった間島弟彦がその資金の寄付を申し出て、死後に愛子夫人がその遺志を継いで建設されたことから、間島の名字を冠している。1階中央ホール部分には、万代順四郎が寄贈した「愛」の像（横江嘉純作、1930年設置）が飾られている。

### ベリーホール

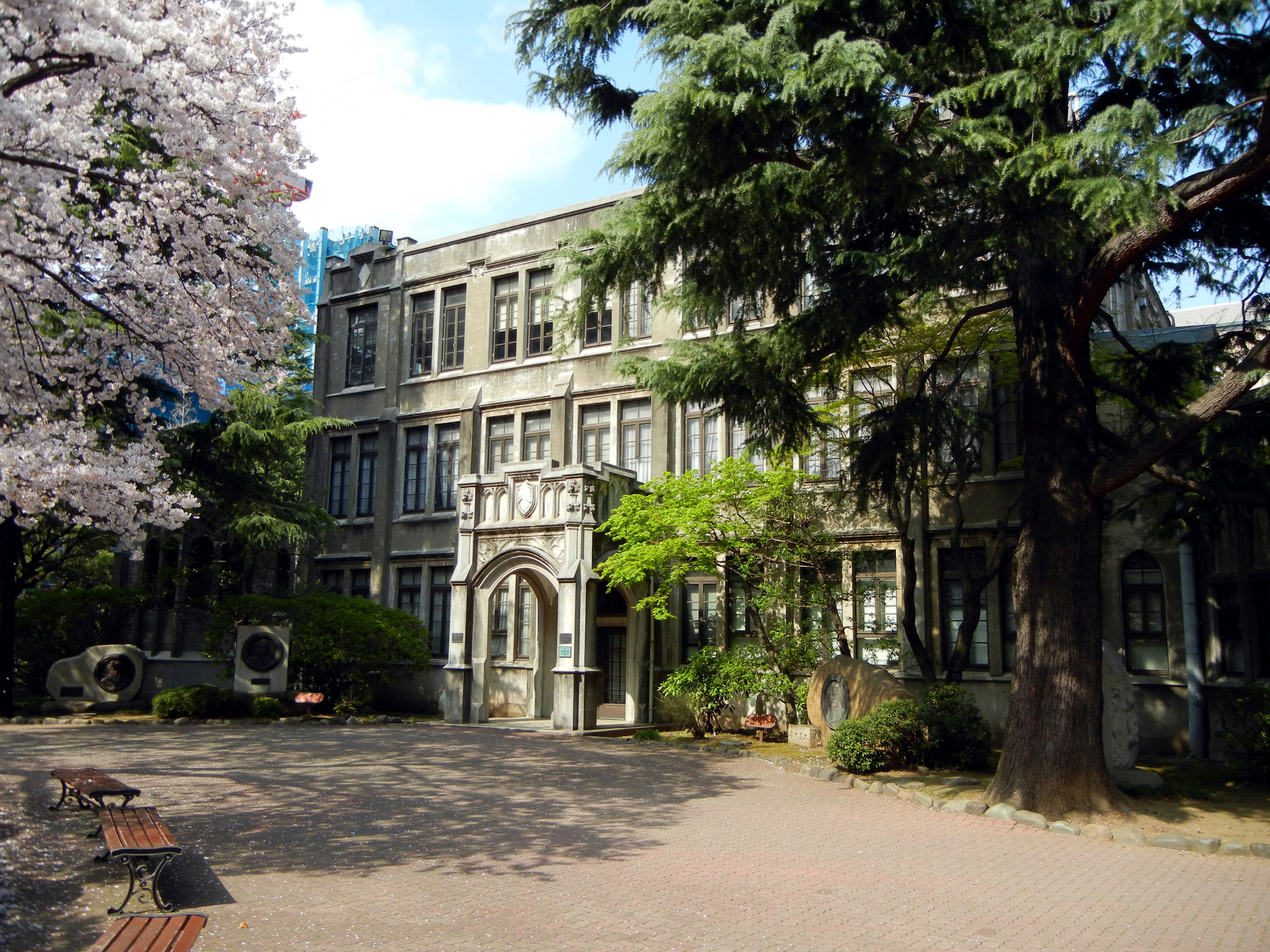
ベリーホール
（日本国登録有形文化財）

青山キャンパス内の中央ロータリーに西面して建つ、日本国登録有形文化財（建造物）である。1931年（昭和6年）に神学部校舎として建築されたが、現在は本部棟として利用されている。設計はJ.H.ヴォーゲルである。3階建の主体部北端に平屋建の礼拝堂（チャールズ・オスカー・ミラー記念礼拝堂）を設け、南端にも平屋が付くというシンメトリーの建築である。主体部や正面車寄はバットレスで飾られ、欠円アーチや尖頭アーチ、簡明な細部彫刻を配しているなど、ネオ・ゴシック様式の意匠の建築である。
「ベリーホール」の名前は、元神学部長のA.D.ベリーに由来する。ベリーが、関東大震災で倒壊した青山学院の校舎復興のための募金活動に尽力したので、その功績をたたえて「ベリーホール」と命名された。同建築内の「チャールズ・オスカー・ミラー記念礼拝堂」にあるパイプオルガンは、1932年（昭和7年）製、ドイツ・ヴァルカー社製としては現役で使用される日本最古のパイプオルガンと言われる。ペギー葉山の曲『学生時代』の歌の中に出てくる「つたの絡まるチャペル」とはこの礼拝堂のことである。そのため、同礼拝堂の前には、同歌の歌碑が建立されている。

## 対外関係

### 他大学との協定

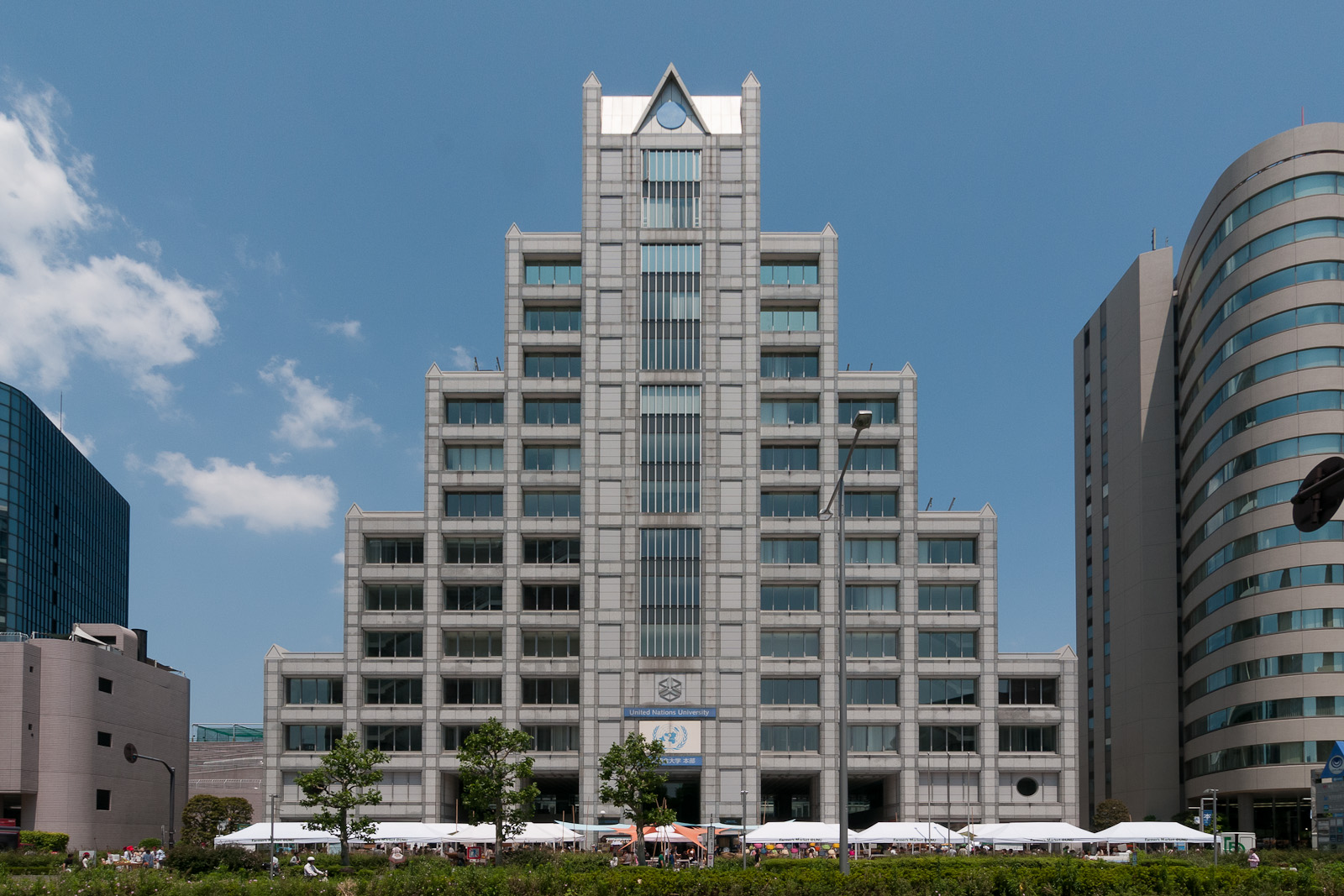
国連大学本部ビル

- 日本私立大学連盟
- 山手線沿線私立大学図書館コンソーシアム
- 東京12大学広報連絡協議会
- 東京キリスト教6大学進学相談会[146]
- 全国私立大学FD連携フォーラム
- 北里大学との戦略的大学連携
文部科学省の平成20年（2008年）度「戦略的大学連携支援事業」に選定された協定。取り組み名称は「実践的プロジェクト教育による多角的連携に基づく人材育成と医療イノベーション」[147]。
- 国際連合大学との一般協定
青山学院大学と国際連合大学が共同研究プロジェクトの企画、実施、共同主催の講演会やシンポジウムを通して、国際教育と国際学術研究を促進するため協定で、2003年に締結された。両大学の共同研究成果がUNU Pressから出版されたのをはじめとし、国連大学で行われている大学院授業への参加、共同講演会やシンポジウムなどが実施されてきた。
- 東京外国語大学との包括的協定
青山学院大学と東京外国語大学は、2017年11月1日、「連携・協力の推進に関する基本協定」を締結した。この基本協定は、学生の交流、単位互換および学生の教育研究指導、プロジェクト研究およびシンポジウム等の共同実施、学術研究資料・刊行物・情報等の活用、大学の施設・設備の利用等において、両大学の連携・協力の推進を図ることを目的としている。
- 渋谷区内4大学包括協定
渋谷区内の4大学、青山学院大学（渋谷区渋谷4）、國學院大學（渋谷区東4）、実践女子大学・実践女子大学短期大学部（渋谷区東1）、聖心女子大学（渋谷区広尾4）は2017年12月19日、包括協定を締結した。この協定は4大学が連携・協力することで、各大学の持続的な発展と多様な価値観に基づく新たな価値の創造に寄与することを目的としたもので、世界が注目する国際都市・渋谷から研究・教育・スポーツ・国際交流などを通じ社会に成果を還元するものとされる。
- 2019年度からは渋谷で学ぶ意義を高めるとともに、大学間の交流を深める目的で、新たに単位互換に関する協定を締結。各大学の「建学の精神」、「カリキュラム・ポリシー」に則り、テーマに沿ったそれぞれの特徴を踏まえた科目を相互に提供することとなった。
- 東京農業大学との包括的協定
青山学院大学と東京農業大学は、2019年2月25日、「連携・協力の推進に関する基本協定」を締結した。この基本協定は、学生の交流、単位互換および学生の教育研究指導、プロジェクト研究およびシンポジウム等の共同実施、学術研究資料・刊行物・情報等の活用、大学の施設・設備の利用等において、両大学の連携・協力の推進を図ることを目的としている。
- 弘前学院大学との包括的協定
青山学院大学と弘前学院大学は、2019年5月15日、「連携・協力の推進に関する基本協定」を締結した。この基本協定は、学生の交流、単位互換および学生の教育研究指導、プロジェクト研究およびシンポジウム等の共同実施、学術研究資料・刊行物・情報等の活用、大学の施設・設備の利用等において、両大学の連携・協力の推進を図ることを目的としている。インターネットを利用した講義や単位互換なども視野に入れている。
- 海外協定校
協定校はアメリカ、イギリス、フランス、ドイツ、スペイン、スイス、ロシア、カナダ、オーストラリア、中国、韓国、台湾など世界30カ国120校以上に上る。
以下はその一部である[148]。
  - イギリスのハートフォード・カレッジ (オックスフォード大学)、オックスフォード・ブルックス大学、シェフィールド大学、ダラム大学
  - アメリカのワシントン大学、アメリカン大学、メリーランド大学、フロリダ大学・カリフォルニア大学、バーモント大学、ミシシッピ大学
  - フランスのパリ大学
  - ドイツのケルン大学、ミュンスター大学
  - スイスのジュネーヴ大学
  - スペインのサラマンカ大学、アルカラ大学
  - オーストリアのウィーン工科大学
  - ハンガリーのエトヴェシュ・ロラーンド大学
  - ロシアのモスクワ大学
  - ウクライナのキエフ大学
  - カナダのブリティッシュコロンビア大学、ビクトリア大学、ヨーク大学
  - オーストラリアのシドニー大学、オーストラリア国立大学、メルボルン大学
  - 中国の北京外国語大学・南開大学・上海師範大学
  - 韓国のソウル大学、梨花女子大学、高麗大学、延世大学、成均館大学
  - 台湾の国立台湾大学、国立政治大学、国立清華大学、東呉大学、東海大学、淡江大学
  - タイのタンマサート大学、チエンマイ大学、チュラーロンコーン大学
  - ベトナムのハノイ国家大学
  - マレーシアのマラヤ大学
  - インドネシアのガジャ・マダ大学、
  - ブルネイ・ダルサラームのブルネイ・ダルサラーム大学
  - モンゴルのモンゴル国立大学
- 国際メソジスト関係学校協会<IAMSCU>[149]

## 活動
- 強化指定クラブ
  - 体育連合会硬式野球部
  - 体育連合会ラグビー部
  - 体育連合会バスケットボール部
  - 体育連合会陸上競技部
- 対東北学院大学総合定期戦（1950年 - ）

2020年と2021年の定期戦は新型コロナウイルス感染症拡大により中止となり、2022年に日程と競技数を限って再開された。
- 過去に明治学院大学体育会との「総合定期戦」が1970年（昭和45年）の第1回から1987年（昭和62年）の第18回まで実施されたが、申し合わせ（青山学院大学側からの申し出）により廃止された[要出典]。

### 地域交流
- 渋谷芸術祭
- 青山コモンズ
国際連合大学や青山学院大学、日本放送協会 (NHK)、渋谷青山通り商店会などが主催。コモンズとは、公・私の中間にある領域という意味。国連デーや青山国際村に関連して写真展やカフェ、音楽ライブなどのイベントが行われる。会場は、国連大学、トーキョーワンダーサイト青山、クリエーター・イン・レジデンス、地球環境パートナーシッププラザ、青山オーバルビル、青山学院アスタジオ、青山学院大学。
- サンロッカーズ渋谷
B.LEAGUE所属のプロバスケットボールチーム・サンロッカーズ渋谷が2016-17シーズンよりホームアリーナとして青山学院記念館を使用している（青学大・日立グループ[注釈 7]関係者以外も入場可能）。

### 産学連携
企業や地域社会との連携を図る「リエゾンプロジェクト」を相模原キャンパスで2017年に開始。初の産学連携イベント「Meet up in AGU2018@SAGAMIHARA」を2018年12月5日に開催した。

## 系列学校
下記の教育機関は学校法人青山学院が設置する学校で、大学「附属学校」ではない。
- 青山学院中等部・高等部
- 青山学院初等部
- 青山学院幼稚園
- 学校法人横浜英和学院
  - 青山学院横浜英和中学校・高等学校
  - 青山学院横浜英和小学校
- 青山学院大学系属浦和ルーテル学院小学校・中学校・高等学校

## 企業からの評価

### 出世力
- ダイヤモンド社の2006年年9月23日発行のビジネス誌『週刊ダイヤモンド』94巻36号（通巻4147号）「出世できる大学」と題された特集の出世力ランキング（日本の全上場企業3,800社余の代表取締役を全調査[153][154]）で、青山学院大学は、2006年時点で存在する全国の744大学中、第35位にランキングされた[155]。

- 週刊ダイヤモンドの2023.9.16.23合併号にて、400社就職率直近10年間平均(理系大学、女子大除く)のランキングで、青山学院大学は26.5%(大学院卒除)で総合私大第5位にランキングされた。